# آثار السودان

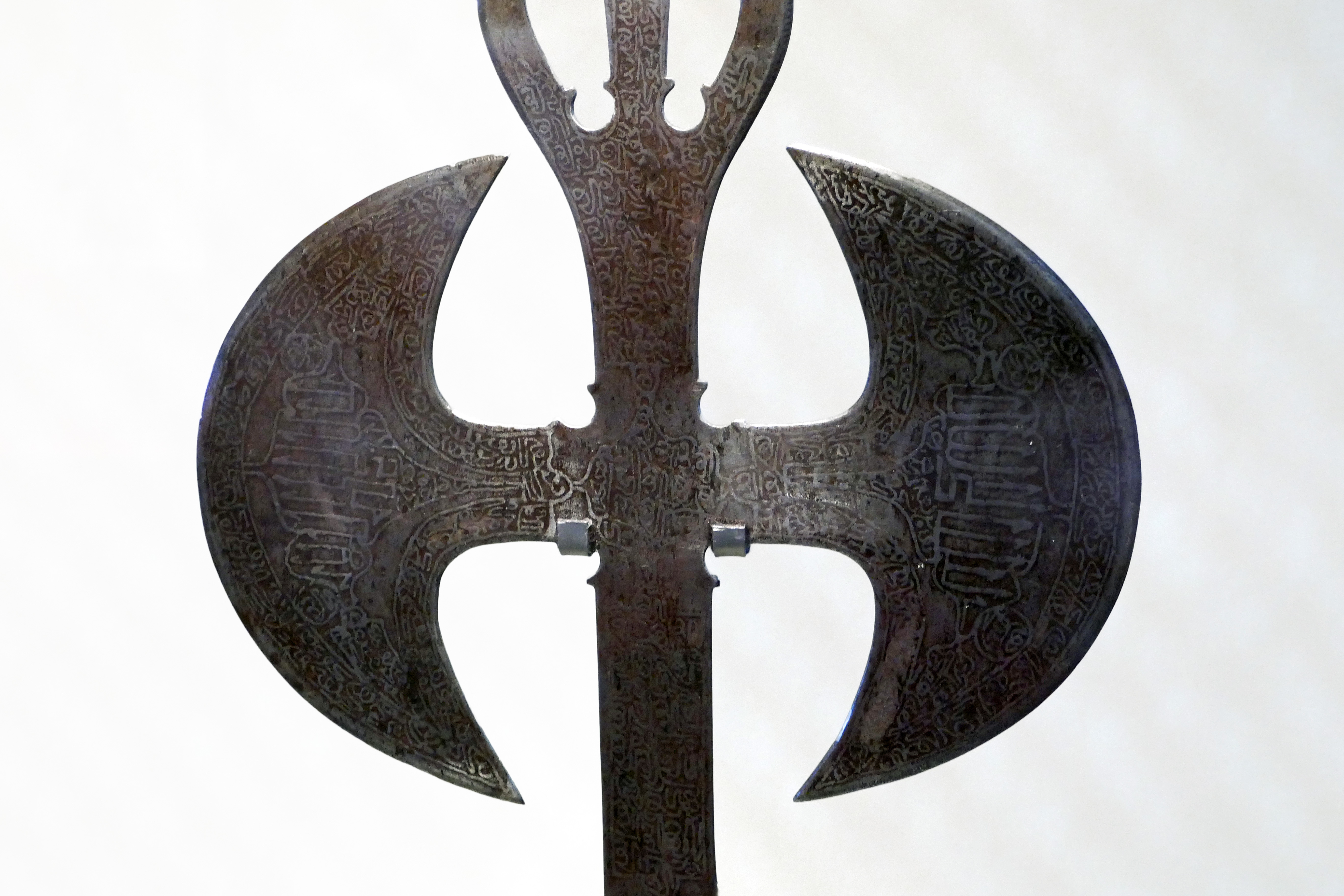
سكين رمي محفور بالحامض (السودان)

السودان وتاريخه من أقدم البلاد التي سكنها البشر بحسب الحفريات التي وجدت في بعض أجزائه مؤخراً، ومنطقة السودان غنية إلى حد كبير بالمواقع الآثرية من أهرامات ومعابد فقد وجدت مخطوطات تعود إلى 3000 سنة ق.م وبالرغم من أنه بلد قديم أيضا في اكتشاف الكتابة فقد كتب بالهيروغليفية المصرية في أزمان سحيقة بل هنالك رأي يقول أن الهيروغليفية نفسها بدأت فيه ثم اتجهت شمالاً - كما كانت اللغة المروية أول لغة صوتية في إفريقيا (ذلك أن الهيروغليفية لغة معنى بترميز المعاني لا أصوات الكلمات كما هي اللغات الأبجدية المختلفة).
إلا أن السودان أصابه انقطاع حضاري فيما يتعلق بالتدوين جعل الكتابات عن تاريخه في الغالب مأخوذة عن المؤرخين الإغريق من جهة والعرب المسلمين من جهة أخرى. تلك الكتابات لا تغطي كافة حلقات السودان التاريخية، ولا تشمل كافة بقاع السودان الحالية.

تمثالين لملوك مملكة مروي بالقرب من جبل البركل في مدينة كريمة ، في شمال الأراضي السودانية

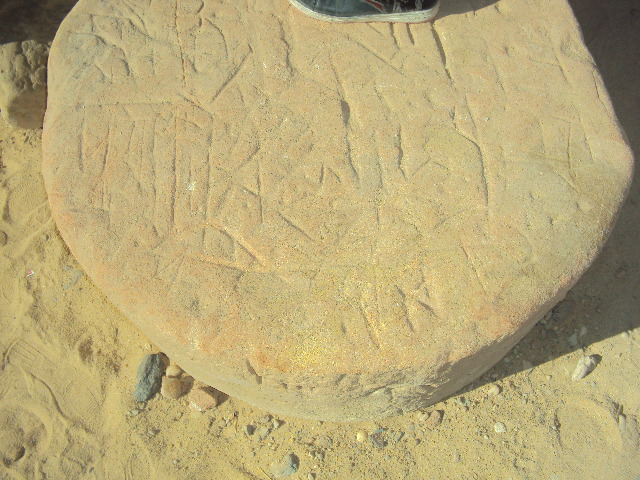
كتابة مروية بالقرب من جبل البركل، شمال السودان

## البحث الآثاري في السودان

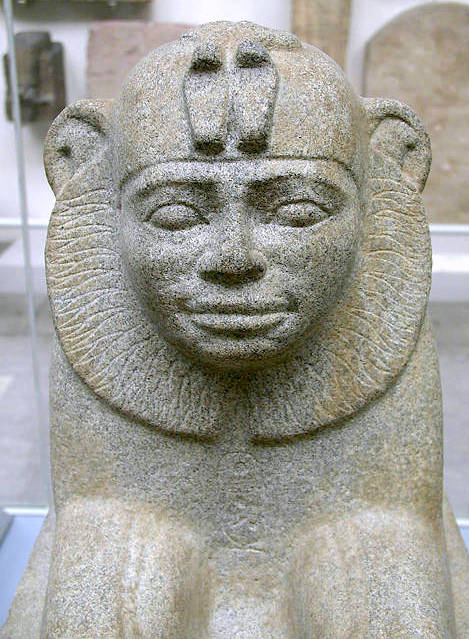
تمثال لوجه الملك ترهاقا على جسد أسد، وهو واحد من أشهر الملوك الكوشيين وخامس ملوك الأسرة الخامسة والعشرين التي حكمت مصر، يوجد التمثال حاليا بالمتحف البريطاني

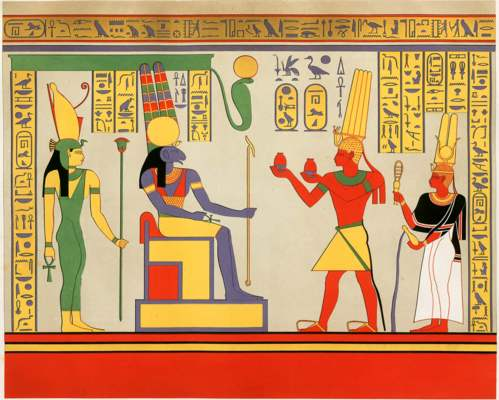
الملك طهراقا في معبد جبل البركل، السودان

- يوجد البحث في كافة الأراضي السودانية لكن بصورة متقطعة مع وجود معرقلات بيئية وأرضية ومالية تاجه البحث، إلا أنه مستمر وخاصة في السنين الآخيرة حيث تم اكتشافة قرابة الـ100 هرم صغير في الحدود المتآخمة مع دولة مصر.

### البدايات: المرحلة الأولى
- إن البحث الآثاري في السودان كان في مرحلته الأولى مربوطا بحركة الرحالة الأجانب للسودان بدء بنهاية القرن السابع عشر، ولكن الرحالة الأوائل لم يهتموا كثيرا بالآثار السودانية القديمة، ولعل أول الرحالة الذين اهتموا بوصف آثار [وضح من هو المقصود ؟] في السودان كان بوركهاردت ووادنجتون وهانبري في أوائل القرن التاسع عشر.
- من أهم الأعمال التنقيبية والتوثيقية للآثار في النوبة كانت في وصف الرحالتين الفرنسيين فريدريك كايو ولينان دو بلفون الذين اخترقا البلاد جنوبا إلى أبعد ما وصل إليه سابقيهما. كان كايو الأول من بين الرحالة الأوربيين الذي زار أطلال مروي (البجراوية) والنقعة والمصورات الصفراء ووصفها، وحدد مواقع العديد من المعابد وتوصل من خلال دراسة النقوش إلى أن كوش حكمت فيها ملكات، وهو ما لم يكن عادة متبعة في مصر.[2] وقد نشر كايو 4 مجلدات تحوي لوحات عن آثار النوبة المختلفة (الأول صدر عام 23، وفي الفترة 1826-1827 أصدر المجلدات الثلاثة الأخرى وهي تحوي كمية هائلة من لوحات الآثار).

- أما لينان دي بلفوند (زار السودان في الفترة1821 - 1822) فللأسف إن الملاحظات التي وضعها في شكل دفتر يوميات والرسومات الرائعة ظلت على مدى قرن بأكمله صعبة المنال حتى تم نشرها مؤخراً. وقد كان نسخه لنقوش المعابد في المصورات الصفراء والنقعة جيداً.
- في تلك الفترة ارتبط التوثيق للآثار والبحث عنها بالرحالة الرسامين، ففي عام1833زار المنطقة د. هوسكنس وكتب كتابا ثبت فيه العديد من الخرائط والرسومات لجزيرة مروي وأرقو وتمبس وصلب وسمنة وكرمة، وكان كتابه يحوي معلومات في مجال الإثنوغرافيا أكثر منه في مجال الآثار والتاريخ (كاتسلنسون ص 4).
- ختام المرحلة الأولى من الاستكشاف الآثاري للسودان توجهت عبر بعثة لبسيوس الشهيرة المكونة من عدد من [وضح من هو المقصود ؟] والفنانون لرسم الآثار وتوثيق النقوشات عليها (1842 - 1845)، وخرجت بأطلس مؤلف من 12 مجلداً نفذت بدقة، حيث سار طريق البعثة عبر كورسكو إلى مروي، ثم عملوا في النقعة والمصورات الصفراء، وزاروا سوبا وسنار وفي طريق العودة جبل البركل وأرقو وتمبس وسيسبي وصلب وصادنقا وجزيرة صاي وسمنة ومعابد النوبة السفلى، وقد حمل لبسيوس النصوص التي جمعها والرسوم والنقوش إلى ألمانياشكلت تلك الأعمال الريادة في استكشاف الآثار السودانية.

### المرحلة الثانية: إنقاذ الآثار من تعلية خزان أسوان
- بدأت مرحلة التنقيب عن الآثار النوبية عندما أُتخذ القرار بتعلية خزان أسوان إلى سبعة أمتار أخرى، وهو ما كان يعنى إغراق وادي النيل حتى كورسكو، بدأت مصلحة الآثار المصرية، التي كان يترأسها حينها ج.ماسبيرو، في إجراء المسح المنتظم للنوبة الشمالية.
- بدأت أعمال التشييد في خزان سنار عام 1907 لكن في عامي (1904 - 1905) أجرى [وضح من هو المقصود ؟] رحلتين تخصصيتين للتعرف على الآثار في المنطقة المهددة بالغرق، في الرحلة الأولى وصل حتى أبو سمبل، وفي الثانية حتى المحرقة.رافقه أ.فايجل الذي عين مفتشا أولا لمصلحة الآثار المصرية. وفي عام 1906 كلف فايجل بعمل مسح شامل للمنطقة المهددة وقدم تقريراً، وفي السنوات اللاحقة واصل د. ريزنر عمله ثم مساعده فيرث. حيث تم الكشف عن الكثير من الآثار في المنطقة المهددة بالغرق. وفي حين كان ريزنر وفيرث يقومان بحفر ودراسة المواقع الأثرية، عملت مجموعة من العلماء برئاسة ج. ماسبيرو في دراسة وترميم ووصف معابد النوبة الشمالية العديدة الواقعة بين أسوان وأبى سمبل.
- نتيجة هذا الجهد المشترك على مدى ثلاثين عاما (1909 - 1938) ظهرت سلسلة من خمسة عشر مجلدا«معابد النوبة الغارقة» والتي تحوى مادة هائلة ذات طبيعة متنوعة لا زالت لم تستخدم كليا حتى اليوم.
- تحتوى النقوش والرسوم التي غطت جدران النخس والصالات والمقابس على معلومات تاريخية لا حصر لها، إنه بفضل النقوش في معبد دكة نعرف أن أركامانى كان معاصرا لبطليموس الرابع، لا بطليموس الثاني، كما ساد الاعتقاد في السابق على أساس كلمات ديودور.
- تلك العمليات جرت في النوبة الشمالية عمليات نشطة مسابقة لارتفاع المياه وإغراقها للأرض. ولكن ظل الوضع إلى الجنوب من الجندل الثاني كما هو عليه تقريبا.
- بعثة جامعة هارفارد - بوسطن 1905 بقيادة د.جورج رايزنر. بدأ تنفيذ هذا العمل تحت رعاية بعثة هارفارد-بوسطن، في عام 1905 واستمر حتى وفاة رايزنر في عام 1942 ونشرت نتائج التنقيبات عن طريق متحف بوسطن للفنون الجميلة بإشراف دوز دنهام "Dows Dunham" في الفترة بين 1950 و1982 .
- بعثة جامعة أوكسفورد - (1910 - 1913): برئاسة جريفث- في منطقة [وضح من هو المقصود ؟] وعاصمة [وضح من هو المقصود ؟] القديمة «نبتة». أعطت أعمال الحفر في فرس، إلى جانب آثار العصر المسيحي مدافن خاصة بالمجموعة الثالثة، وتحصينات يرجع تاريخها للمملكة الوسطى بالإضافة إلى سلسلة من آثار المملكة الحديثة، التي تميز مرحلة السيادة المصرية على كوش.
- العلماء الألمان في النوبة الشمالية - (1910 - 1912): أكاديمية العلوم النمساوية التي ترأسها ج. يونكر. في السنة نفسها التي أنهى فيها يونكر أبحاثه في النوبة الشمالية بدأ العلماء الألمان بقيادة ج. شتايندورف عملهم في عنيبة (ميام في المصرية القديمة) إلى الجنوب من توشكه. انقطعت أعمال هذه البعثة نتيجة اندلاع الحرب العالمية الأولى، لتباشر عملها مجددا فقط في موسم 1930 / 1931 تم نشر التقرير التفصيلي في الأعوام 1935 - 1937 .

### البحث الآثارى إلى الجنوب من الشلال الثالث

جانب من بعض الإهرامات الموجودة في منطقة جبل البركل في شمال السودان بالقرب من مدينة كريمة

- في الأعوام 1911 -1914 أجرت البعثة الممولة من قبل السير ولكام حفرياتها في الجزء الجنوبي من الجزيرة، في جبل موية (بين النيلين الأزرق والأبيض على بعد ثلاثين كيلومتر إلى الغرب من سنار القديمة). وبنهاية عمل هذه البعثة جرت دراسة موقع إقامة آخر في أبى قيلى والجبانة التابعة له والذي يرجع تاريخه للعصر المروى المتأخر. ويقع الموقع في الضفة الشرقية للنيل على مبعدة 4-3 كيلومتر إلى الجنوب من سنار.
- عند بدء أعمال التشييد مجدداً في خزان سنار في عام 1921 التي كانت قد إنقطعت نتيجة اندلاع الحرب العالمية الأولى، تم الكشف في الضفة الشرقية للنيل الأزرق عن جبانة من العصر المروى «للأسف فإن مصلحة الآثار السودانية لم تعلم بذلك إلا بعد انقضاء عامين أو ثلاثة»، عندما بدأت بعض المواد من المقابر المنبوشة في الظهور في متحف الخرطوم. بعض المكتشفات تفرقت في الأيدي، وبعضها فقد في سفينة غارقة في الطريق إلى إنجلترا. يقع الموقع على مبعدة من قرية الني. عندما زاره أديسون كانت أغلبية المقابر قد نبشت، ولم يتم النجاح لا في تحديد مركب المقابر ولا الأحجام الفعلية لحفرة الدفن والتي غالبا ما كانت بيضاوية واستخدمت لدفن أكثر من جثمان. من بين المواد التي وصلت إلى متحف الخرطوم كانت هناك أواني من البرونز تظهر مؤثرات إغريقية، وفخار ومصنوعات من المرمر وأدوات للزينة. الكثير منها يظهر تماثلا مع مواد تم العثور عليها في النوبة الشمالية. العديد من الأوانى تتماثل مع أواني ترجع إلى جبل موية.
- تلت ذلك أعمال استكشافية في كرمة، البركل، الكرو، نوري، سمنة، اورونارتي، الكوة وفي وسط السودان في الخرطوم حيث كشف عن أعمال مروية وربما نبتية، والشهيناب، والتقاوي، والجريف، وفي القطينة. أعمال أظهرت آثارا متفرقة تعود لعهود تاريخية مختلفة لا زالت تنتظر المزيد من إلقاء الضوء عليها.
- حملة إنقاذ آثار النوبة الشمالية: 1955 - استباقا لمشروع (السد العالي) بدأت مرحلة جديدة للبحث الآثاري في [وضح من هو المقصود ؟] الشمالية والذي سيؤدي إلى اغلاق منطقة تمتد 500 كيلومتر من الشلال الأول حتى كوش مما تطلب أعمال إنقاذ هائلة للآثار ودراستها. فعملت ولأكثر من عشر سنوات العديد من البعثات من أقطار مختلفة تحت إشراف منظمة اليونسكو في المنطقة المهددة بالغرق، ونتائج الحفريات لا زالت تنشر في تقارير موجزة. وبالتالي فإن البينات المتحصل عليها والمواد غير متوفرة فعليا للاستخدام العلمي حتى الآن. فقد عملت في السودان أعمال تنقيبية من حدود البلاد مع مصر في فرس حتى كوشا لحوالي مئتي كيلومتر وقدر أن فيها حوالي 75 موقعا اثريا ستغرق في بحيرة ناصر. بينما قدر فيرتكويه مدير مصلحة الآثار السودانية آنذاك الذي قدر تلك المواقع بـ300 موقعا محتاج للدراسة والإنقاذ.
- كشفت البعثة البولندية العاملة في فرس والمنطقة المجاورة عن آثار العصر المسيحي الشهيرة (الكنائس- اللوحات الجدارية- مدافن الأساقفة.الخ) كما عثر على آثار نبتية ومروية في ذات المنطقة. وفي عكشة عملت بعثة مشتركة من العلماء الفرنسيين والأرجنتينيين في موسم 61 / 1962 م. ووجدت آثار في سرة القريبة من عكشة، وفي أرقين جنوبا. وفي موسم الحفريات لاتالي نقبت البعثة الإسبانية بشكل أشمل في أرقين، وفي دبروسا، وجزيرة ميلي، وجزيرة ماتوكا، وبوهين، وسمنة، وصاي تم كشف العديد من المنازل والمعابد والقلاع والجبانات. وفي موسم 63/1964 كشفت البعثة الإيطالية عن جبانة مروية ضخمة، كما نقبت في معبد امنحت بالثالث وعثرت على مخربشات مروية.
- معهد الدراسات المصرية- جامعة همبولدت- ألمانيا الشرقية (سابقا): قامت بعثة ذلك المعهد بقيادة هنتزا بأعمال تنقيب لا زالت مستمرة حيث قامت البعثة باستكشافات ناجحة كما قاموا بالترميم الكامل لمعبد الأسد الذي شيده الملك أركماني في المصورات الصفراء. كما كشفوا عن الكثير من النقوش والمخربشات عن أعمال نحت وآثار معمارية الفاس الكوشي القديم.

### بعثةجامعة غانا:1965
- قامت حفريات هامة من حيث نتائجها في جزيرة [وضح من هو المقصود ؟] أجريت في 1958 - 1960 في ودبانقا من قبل مصلحة الآثار السودانية برئاسة فيركوتيه. في عام 1957 تم العثور على بعد 10كيلومترات شمال شرق الخرطوم على آبى هول يحمل اسم أسبالتا. أشارت الحفريات التي أجريت في العام التالي إلى أن المبنى الضخم الذي شيد في العصر المسيحي، ولم يبق منه شئ خلال العمليات التي أجريت خلال هذه السنوات. حينها فقط بدأ يسلط الضوء على ما خفي عنا من تاريخ السودان.

### مشروع النيل الأزرق: السودان وإثيوبيا
عملت في هذا المشروع البعثة الإسبانية وقد مولتها عدة جهات: مؤسسة في الفترة (1989 - 2001) (مصدرها من جامعة كومبلوتنسه (1990، 2001) ومعهد ديل باتريمونيو الإسبانيين) وقامت بعمليات إستكشفاية آثارية في السودان (منطقة النيل الأزرق) في الفترة ما بين1989 وحتى 2000 م، بينما بدأت العمل في إثيوبيا منذ العام 2000م وحتى الآن. فقامت بالكشف في السودان عن كشف 48 موقعا أثريا جديدا، كما تمت إعادة بحث 5 مواقع اكتشفت في الخمسينيات للقرن العشرين. عبر المادة المودعة عنها في التحف القومي.
- لعل أهم فتح للدراسات الاثارية السودانية هو أن ينشأ كرسي السودانويات Sudanology في الجامعات العالمية، بعد أن كانت تبحث في الماضي من خلال المصريات.

## الآثار في جنوب السودان
المعرفة الاثارية في السودان غير متساوية البتة وبعض المناطق غير مكتشفة بصورة شاملة. في جنوب السودان وجدت بداية متواضعة للتنقيب الاثاري في أعمال المعهد البرطاني لشرق أفريقيا في سبعينيات القرن العشرين. حيث بدأت مشروعا بحثيا في منطقة بحر الغزال والاستوائية. وتوجد في المنطقة فرصة مناسبة للبحوث المتداخلة خاصة بين الآثار والإثنوغرافيا، بعد الفراغ من مهمة تعزيز السلام.

## المؤسسات الحكومية البحثية والتعليمية الخاصة بالآثار في السودان
- الهيئة القومية للآثار والمتاحف تأسست عام 1902، تتبع لها المتاحف التالية:
- متحف السودان القومي.
- متحف بيت الخليفة.
- متحف شيكان- الأبيض.
- متحف علي دينار- الفاشر.
- معهد حضارة السودان تأسس عام 1999 تابع لرئاسة الجمهورية مُديره د. جعفر ميرغني، وقد أقيم في نفس موقع متحف الإثنوغرافيا، وصار المتحف جزء من المعهد.

### المؤسسات التعليمية
- قسم الآثار –كلية الآداب جامعة الخرطوم.
- قسم الآثار – الآداب جامعة دنقلا.
- قسم الآثار- كلية الآداب جامعة جوبا.
- معهد أبحاث الآثار جامعة وادي النيل
- قسم الآثار- جامعة شندي.

قسم الآثار - كلية الآداب (جامعة النيلين).

### الجهات المهتمة بالآثار السودانية في العالم
- البعثات التنقيبية العاملة:
  - الوحدة الفرنسية- مقرها الهيئة القومية للآثار والمتاحف- تابعة للهيئة ** القومية للآثار والمتاحف.
  - البعثة الفرنسية.
  - البعثة الألمانية «تعمل في النقعة والجيلي».
  - البعثة الإيطالية.
  - البعثة الكندية.
  - البعثة البولندية.
  - البعثة الإنجليزية.
  - البعثة الإسبانية: تعمل في النيل الأزرق، انتهت من العمل في الجزء السوداني وهي الآن تعمل في الجزء الأثيوبي.

## الآثار السودانية المنهوبة والمقتسمة
- لقد تم نهب الآثار في بلدان عالم الجنوب في فترة الاستعمار من قبل بعثات رسمية أرسلتها الدول أو المتاحف في الدول الأوربية التي كانت تسعى لامتلاك ذاكرة الدنيا، كما تم ذلك بأيدي أفراد جشعين للكسب المادي حيث يقومون ببيع تلك التحف للمتاحف العالمية وللأفراد المهتمين بجمع التحف في العالم.

من قراصنة الآثار السودانية المشهورين الطبيب العامل في الإدارة الإيطالية د. فرليني الذي وصل للإهرامات الملكية في مروي متعاملا مع الآثار كلص. «واحد من الأهرام والذي كان الفضل من حيث محافظته على شكله تعرض بمعنى الكلمة للهدم من قبل فرليني الذي توجت أعماله التدميرية بالكشف عن الكثير من التحف الفنية الذهبية والفضية والمعادن الأخرى، جزء منها وصل لاحقا إلى ميونيخ وآخر إلى برلين». وقد قام بنهب المدفن الوحيد الباقي حتى تلك الفترة لملكة مروية، وكان قد قام قبل ذلك هو ورفيقه ستيفاني بتدمير أربعة أهرامات أخرى. يقول كاتسنلسون «ولحسن حظ البحث العلمي لم يحاول أحد بعدهما» التنقيب الاثاري«في السودان حتى نهاية القرن التاسع عشر». (ص5).
- وقد ذكرنا من قبل خبر الجبانة المنهوبة في النيل الأزرق والتي غرق جزء كبير من منهوباتها في سفينة متجهة لإنجلترا. وكثير من تلك المنهوبات وجدت طريقها إلى أوروبا وأمريكا وهي الآن في متاحف عالم الشمال.
- رغم أهمية وكثرة التراث الأثري في السودان فإنه لم يُسلط الضوء الكافي على مصيره وسط القصف في المعارك الدائرة في البلاد منذ 15 أبريل الماضي 2023[4]، ومن ذلك آثار المتحف القومي النادرة في الخرطوم التي تعيش وسط دوي الرصاص.

كذلك، كان التنقيب في بدايته، كما هو الحال اليوم، يقسم المواد المكتشفة في السودان بين المؤسسة المنقبة ومصلحة الآثار السودانية، ولذلك توجد العديد من الآثار السودانية في كافة بقاع لدنيا إذا لاحظنا تعدد البعثات المنقبة في السودان وجنسياتها.
- كثير من الأواني والزينة والمنقوشات الأثرية السودانية موجودة الآن في متاحف عالمية مثل:

1. متحف بوسطن: كانت هنالك بعثة تنقيب من جامعة هارفارد أُقتسمت مكتشفاتها مناصفة مع مصلحة الآثار السودانية، وهي الآن بمتحف بوسطن حيث توجد العديد من المصنوعات التي يرجع تاريخها للعصر المروى من المصادر في إطار الإمبراطورية الرومانية موجودة حاليا في مخزن متحف بوسطن للفنون الجميلة أو في صالة العرض والتي يمكن مقارنتها مع المواد التي تجرى دراستها كجزء من مشروع المصنوعات الرومانية في متحف السودان القومي.
2. متحف وارسو: والذي يحتوي على العديد من لوحات كنيسة فرس .
3. المتحف الآثاري البولندي: ويحوي مجموعات آثارية سودانية راجعة لأعمال بعثات تنقيبية بولندية تابعة لكل من: الكدرو (أدوات زينة وأواني)- النقعة (تماثيل ورسومات).
4. متحف اسكتلندا الوطني - أدنبرة: تضم مجموعة متحف اسكتلندا الوطني تماثيل وموضوعات أساسية من أعمال التنقيب التي نفذها جون جارستانج لجامعة ليفربول في مروي - البجراوية - (1910 - 1912) وموضوعات أخرى من أعمال التنقيب التي نفذتها جامعة اكسفورد في السودان1935 - 1938 .

## مشاكل العمل الاثاري في السودان
- مناطق مهملة: إن الجنوب الكوشي، بما في ذلك «جزيرة مروى» يكاد يكون غير مدروس من الناحية الآثارية، وأجريت الدراسات المنتظمة فقط في بعض الأماكن المتفرقة، من بينها العاصمة الخرطوم. من هنا أهمية الأعمال التي أجريت في جبل موية، وهو الأبعد من بين المواقع فيما يبدو إلى الجنوب. إلا أن ما تم إخضاعه للحفر لا يتعدى 20% من مساحة الموقع. الإقامة هنا تم تأسيسها في حوالي القرن العاشر ق م. وامتدت إلى ستمائة عام تقريبا. يرجع تاريخ ازدهاره إلى القرن السابع ق م. وبداية انهياره إلى منتصف القرن السادس ق م. وكلما اتجهنا جنوبا وغربا قلت الأعمال الاستكشافية.

- الآثار السودانية المنهوبة أو المقتسمة في العالم وقد تمت الإشارة لها أعلاه.
- المادة الاثارية الموجودة بلغات أجنبية غير متاحة للباحث السوداني العادي: مثلا باللغة الفرنسية أو الألمانية. وهذه ضخمة جدا خاصة إذا لاحظنا حجم العمل الآثاري بتلك اللغات.
- المادة الآثارية المجموعة في حملة الإنقاذ للسد العالي والتي لم تنشر بعد

سد مروي. والإجراءات العاجلة.
- عدم الاهتمام الكافي على مستوى الدولة- الإعلام أو المواطن العادي بأهمية الآثار. غالب العمل الاثاري يقوم بجهود يدفعها التمويل والبحث الخارجي.

التمويل. ويمكن حله عبر المنظمات العالمية المهتمة.

## المشروع القطري السوداني لترميم (100) موقع أثري بالولاية الشمالية ونهر النيل
- بدأ في العام 2013 بدعم من دولة قطر لترميم الآثار المكتشفة من قبل في مناطق البجراوية والبركل بدعم قيمته 135 مليون دولار .

## معرض الصور

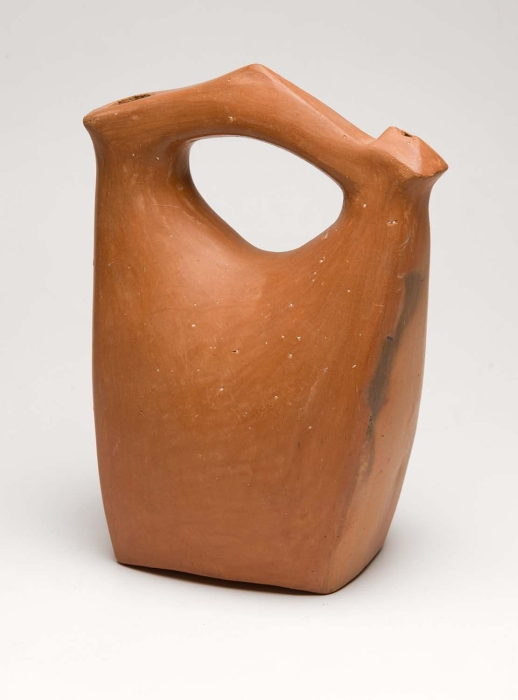
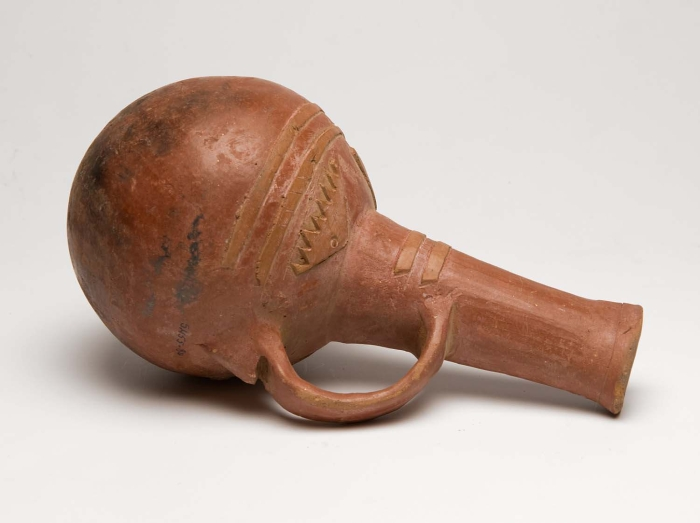
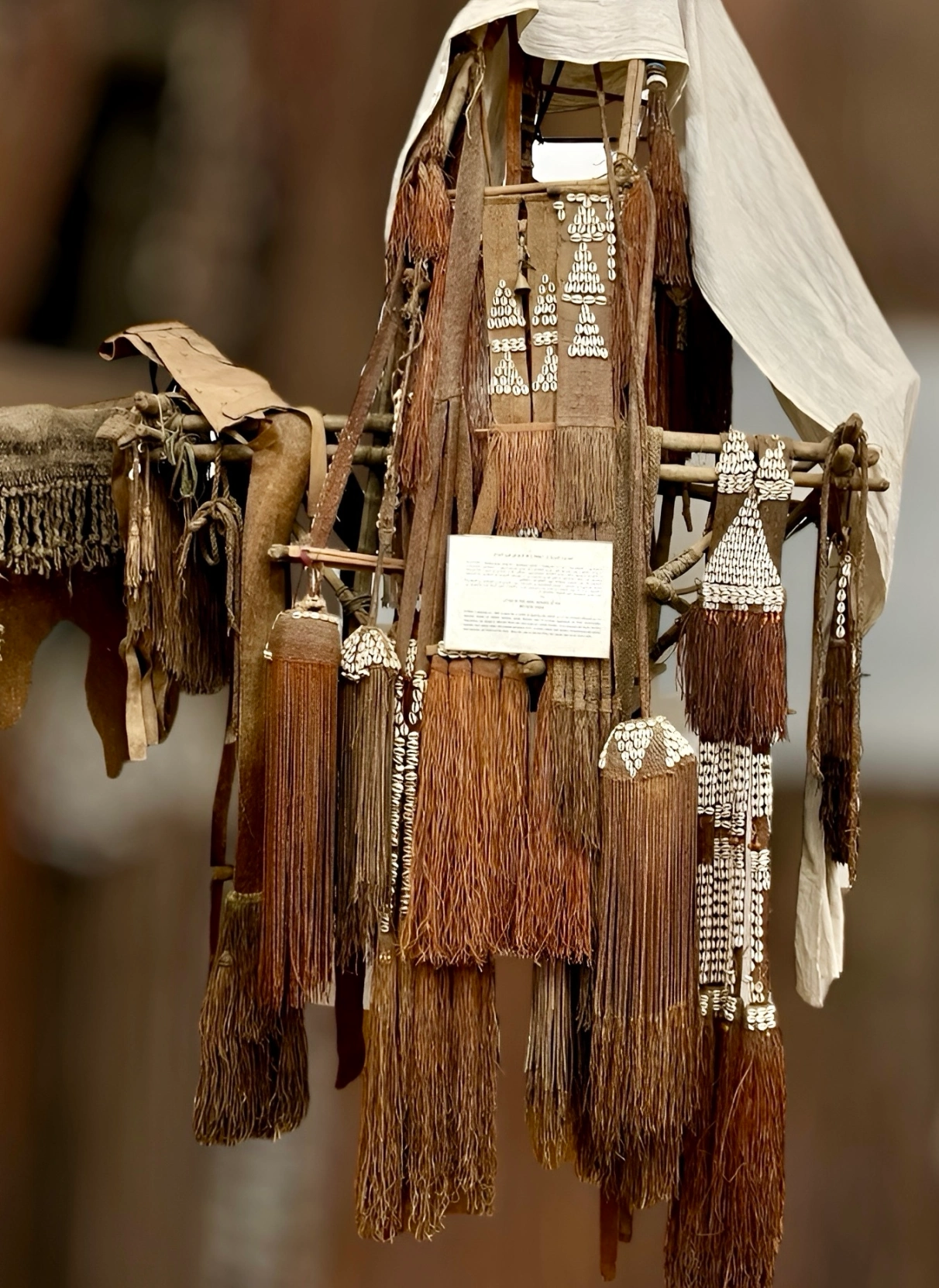
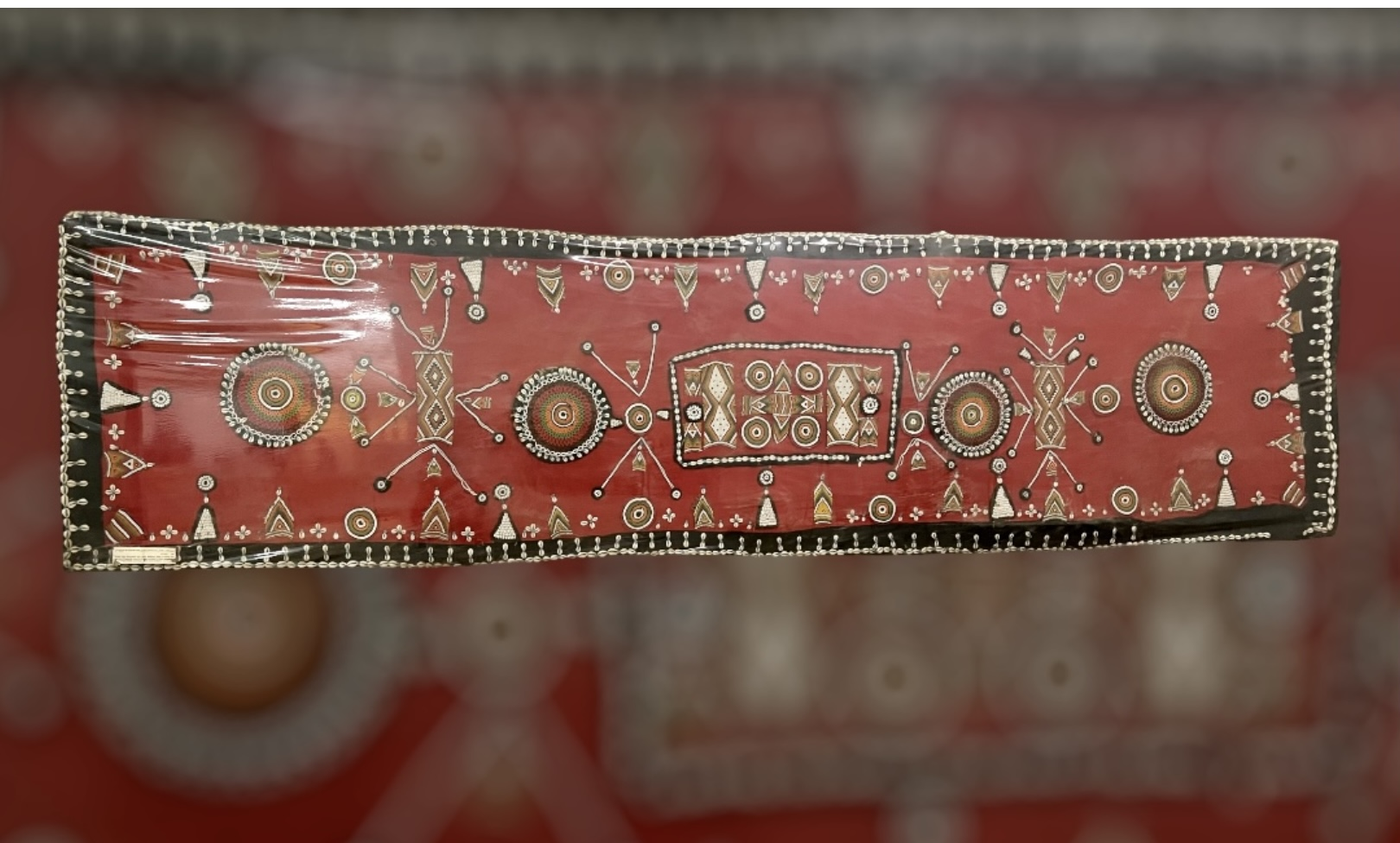
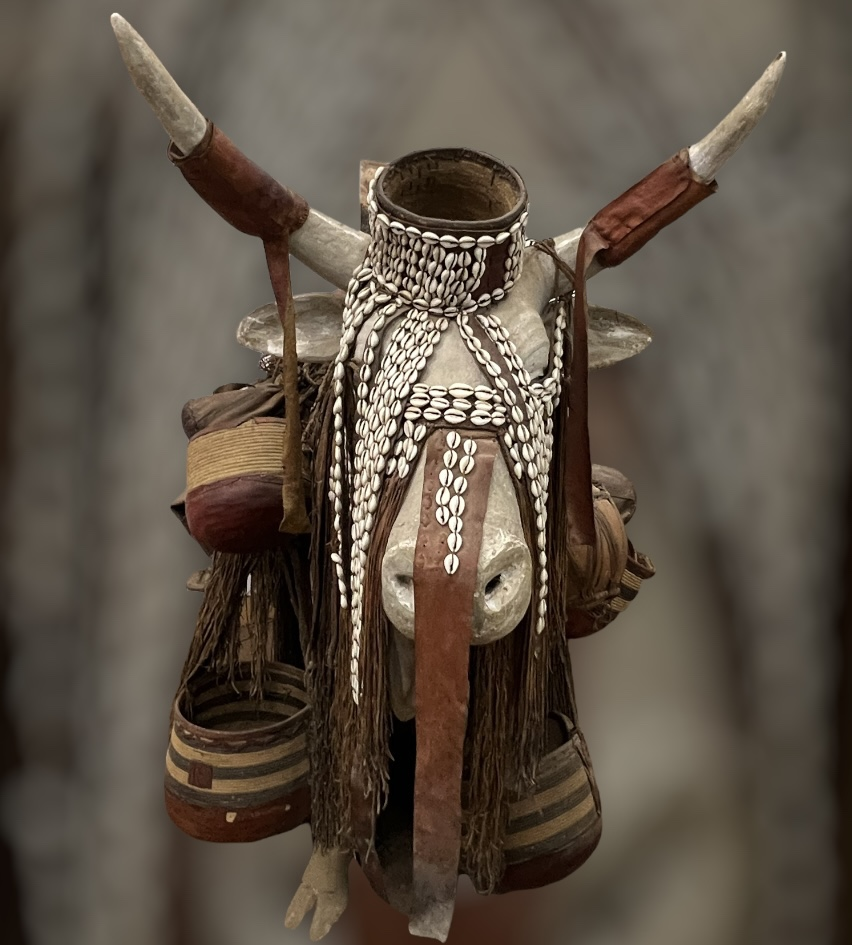
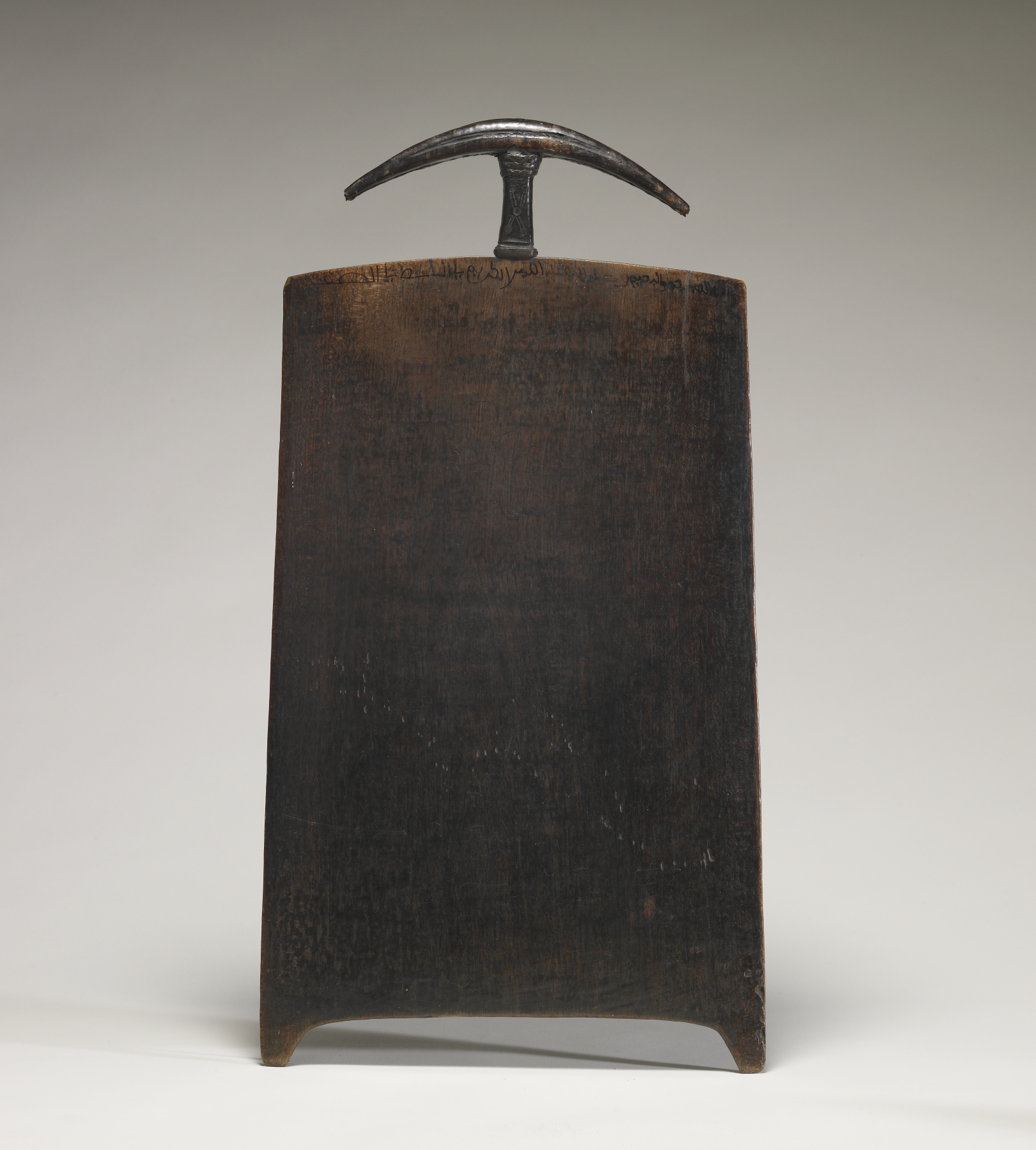
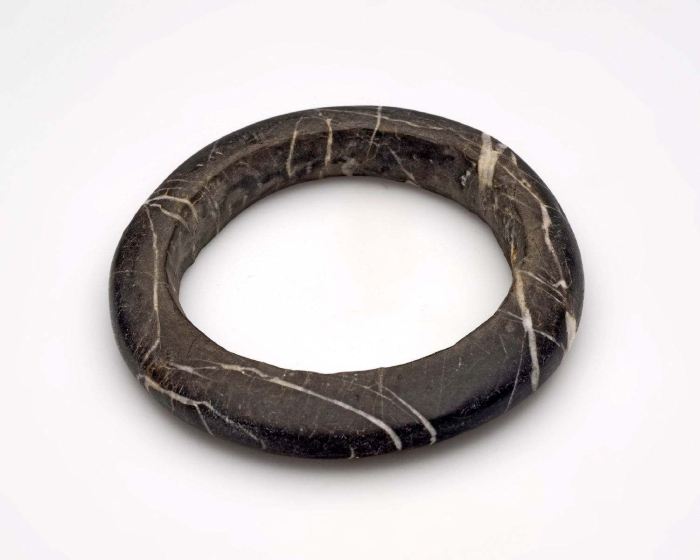
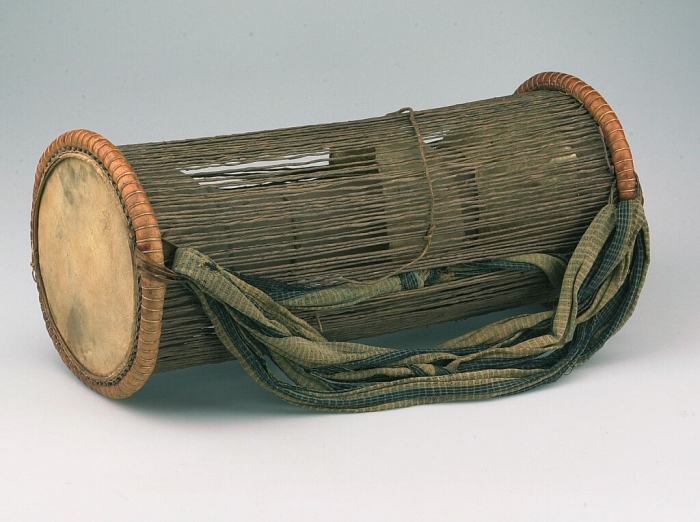
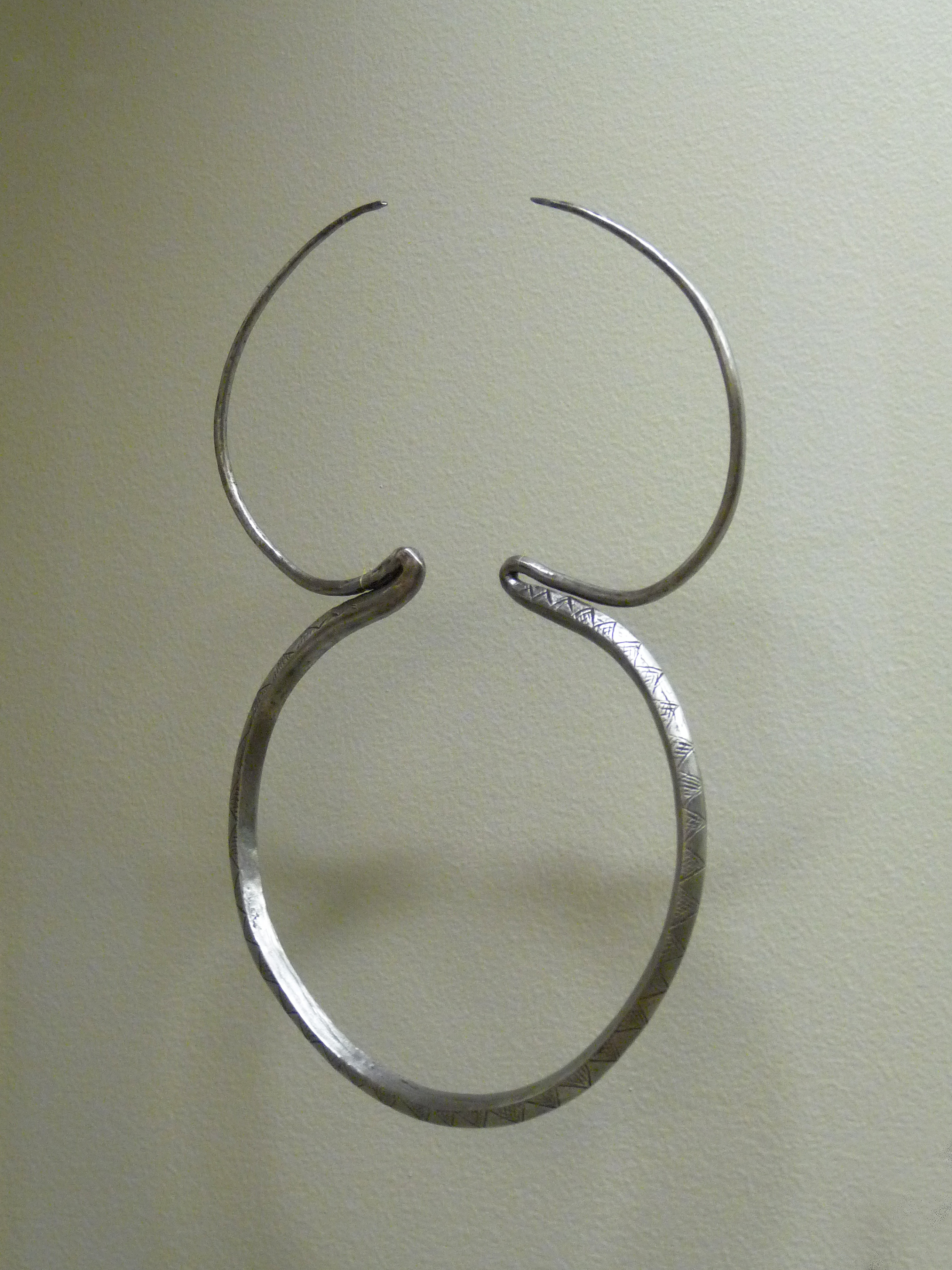
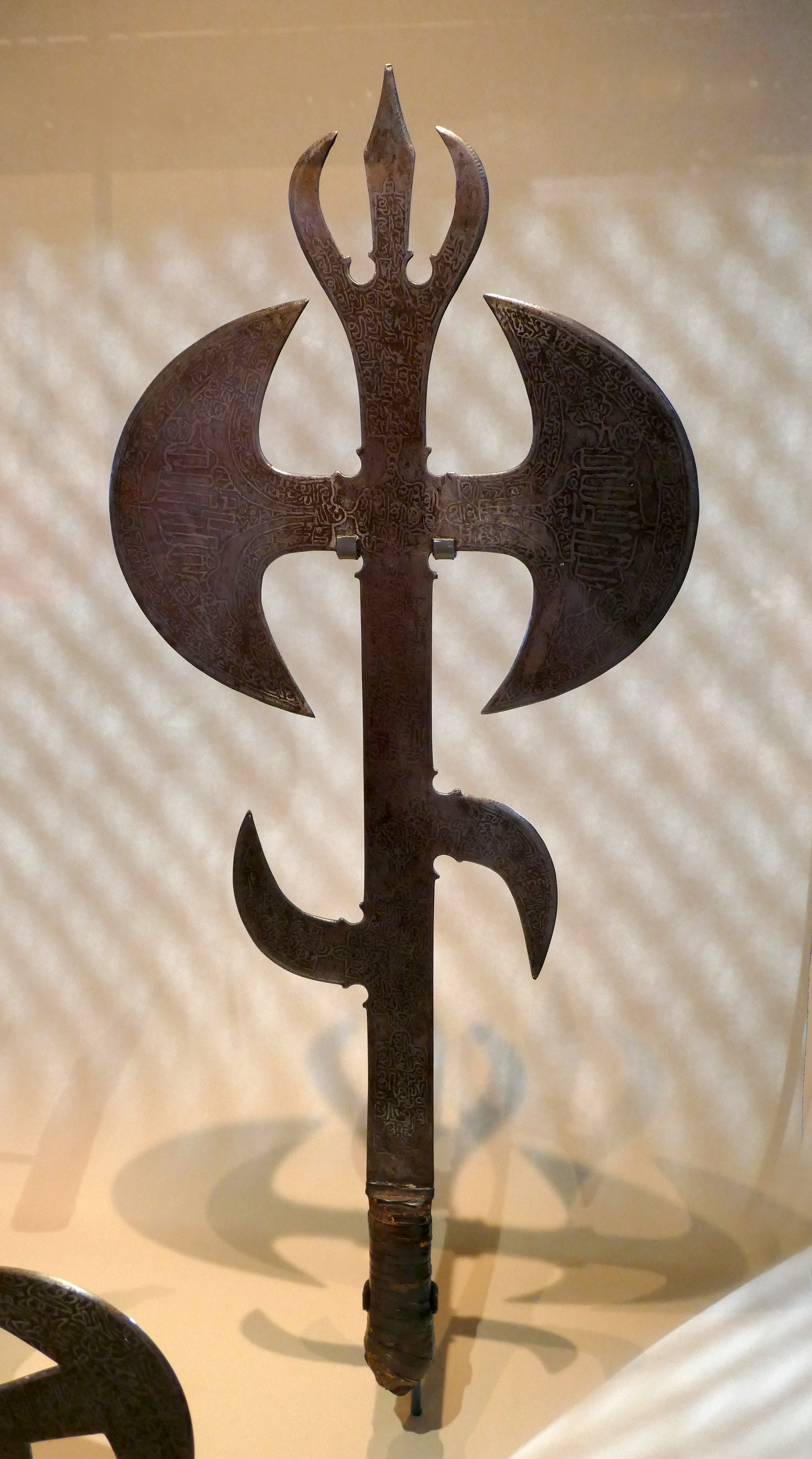
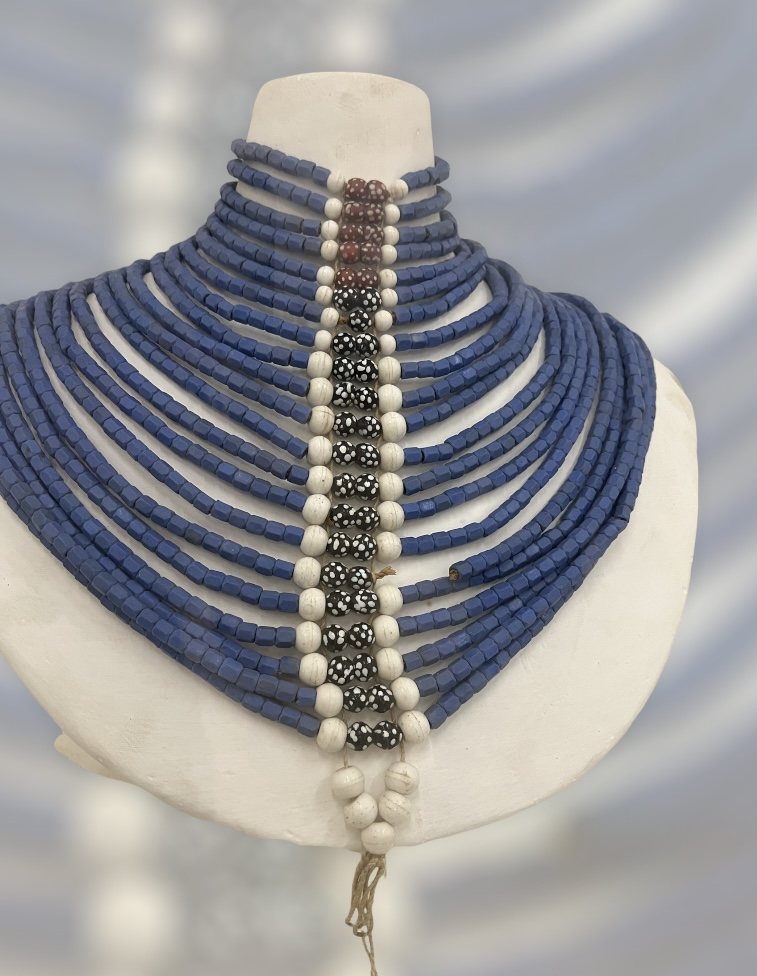
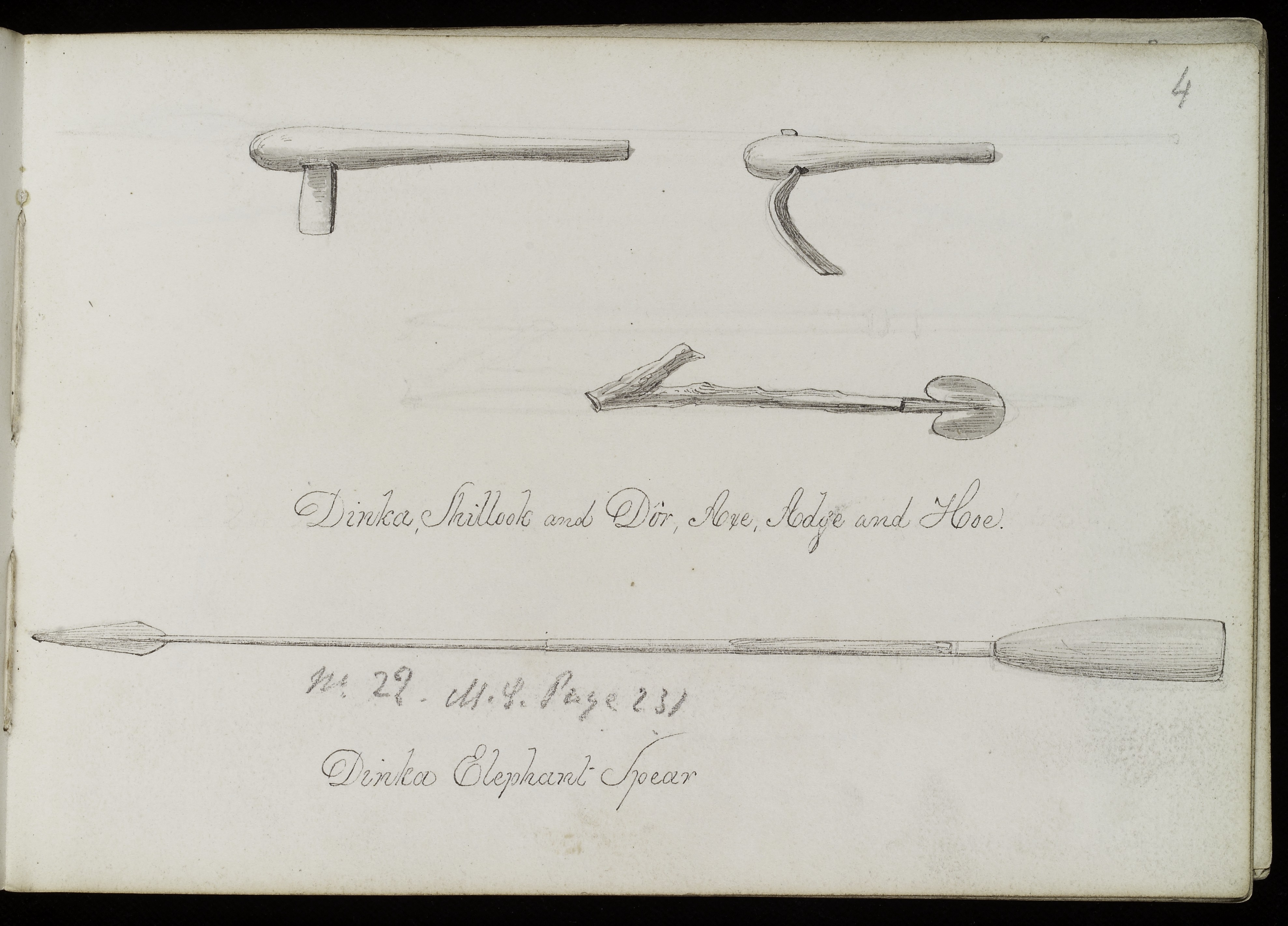
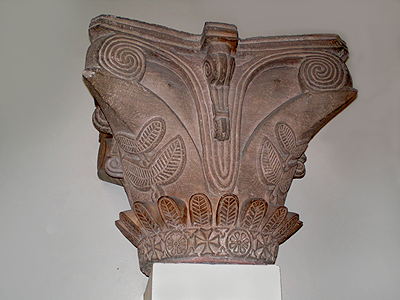
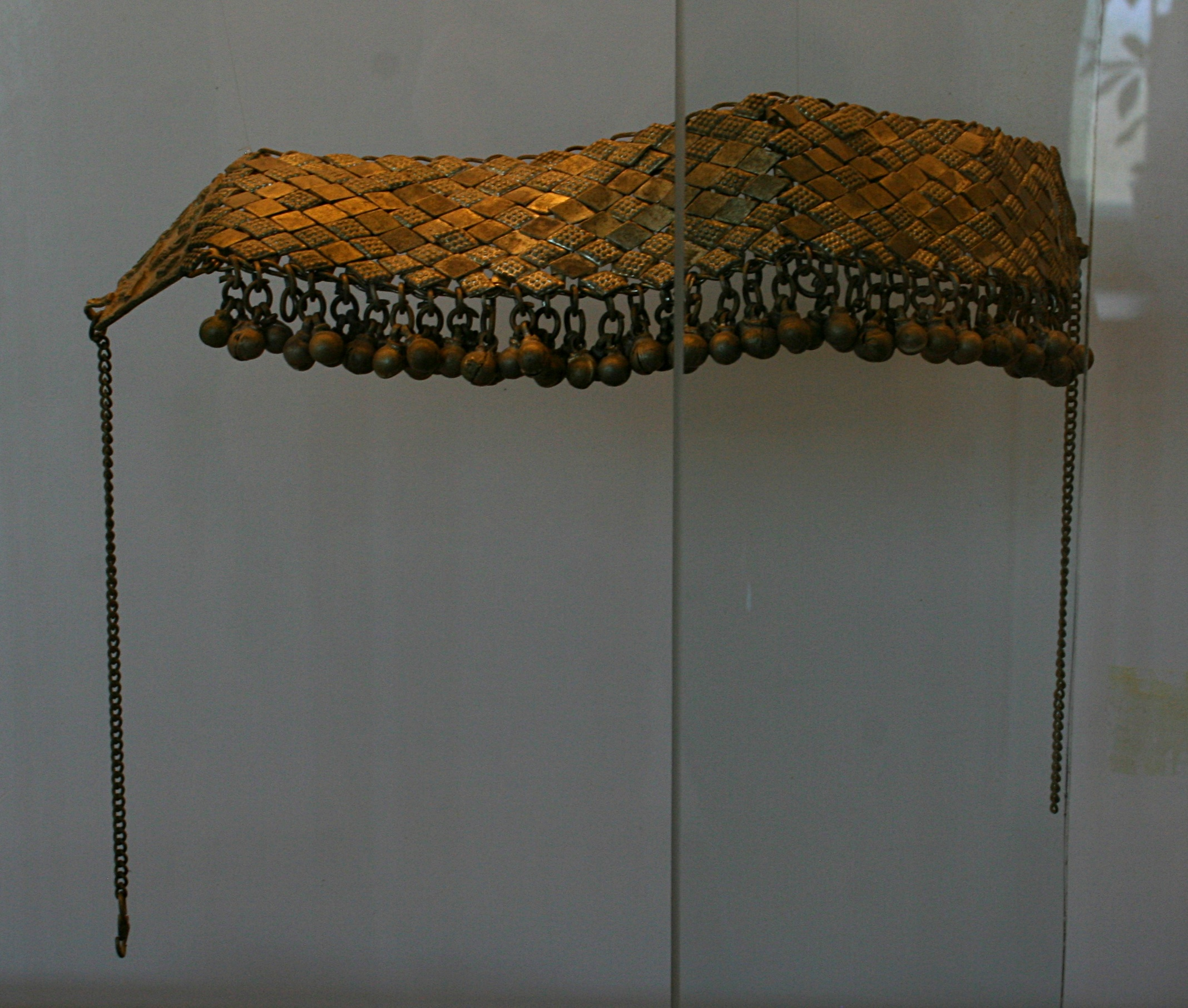
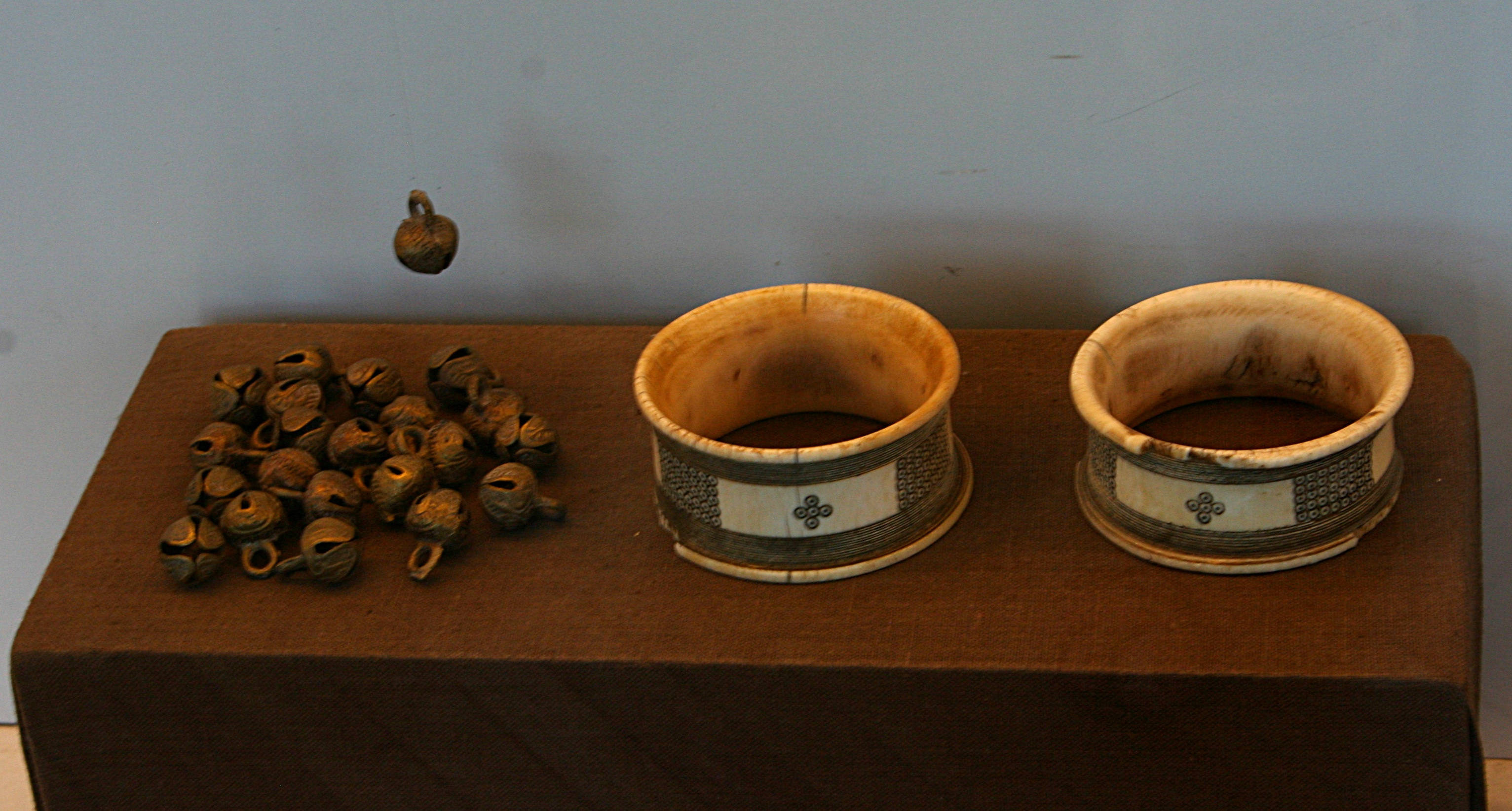
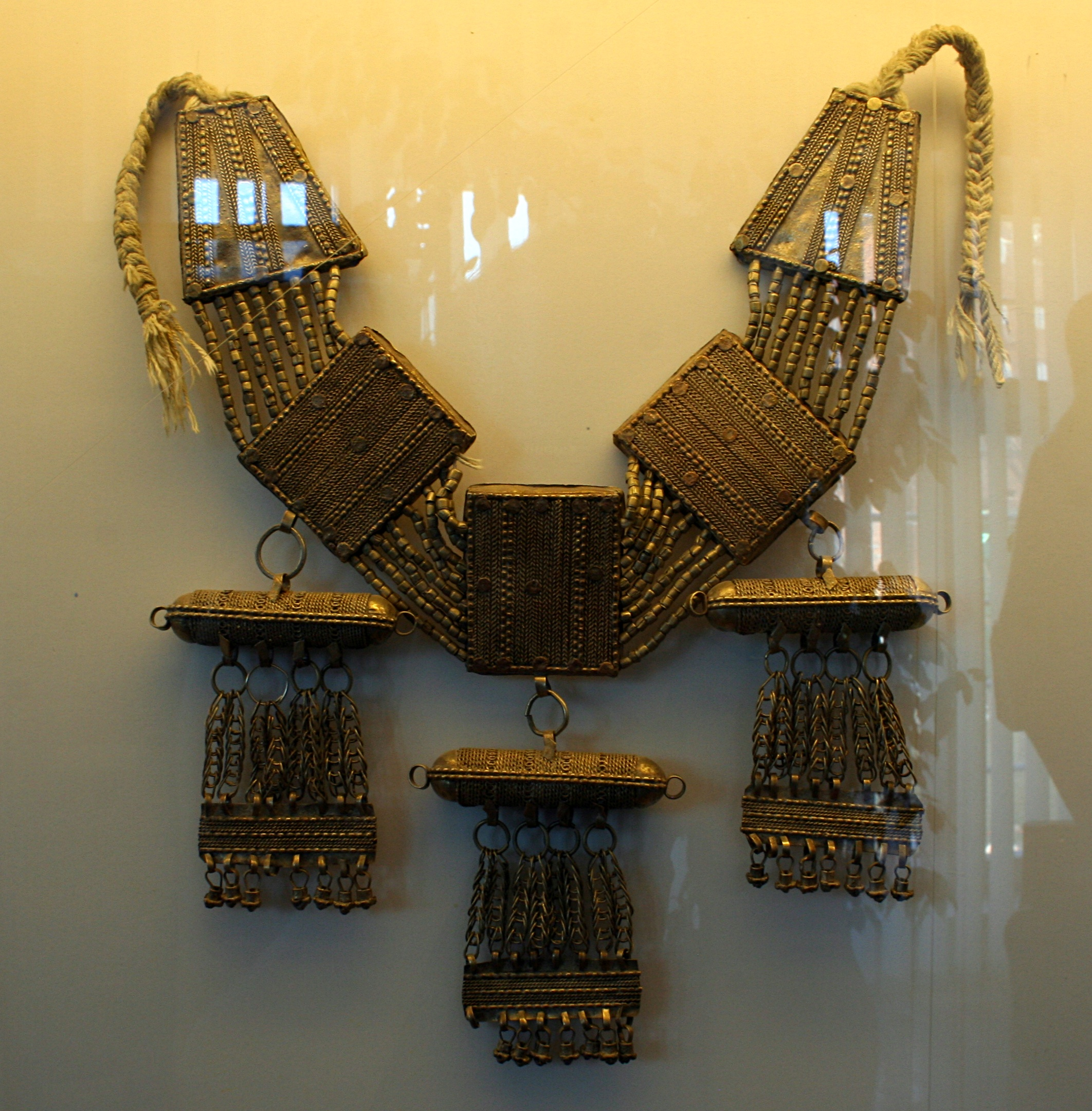
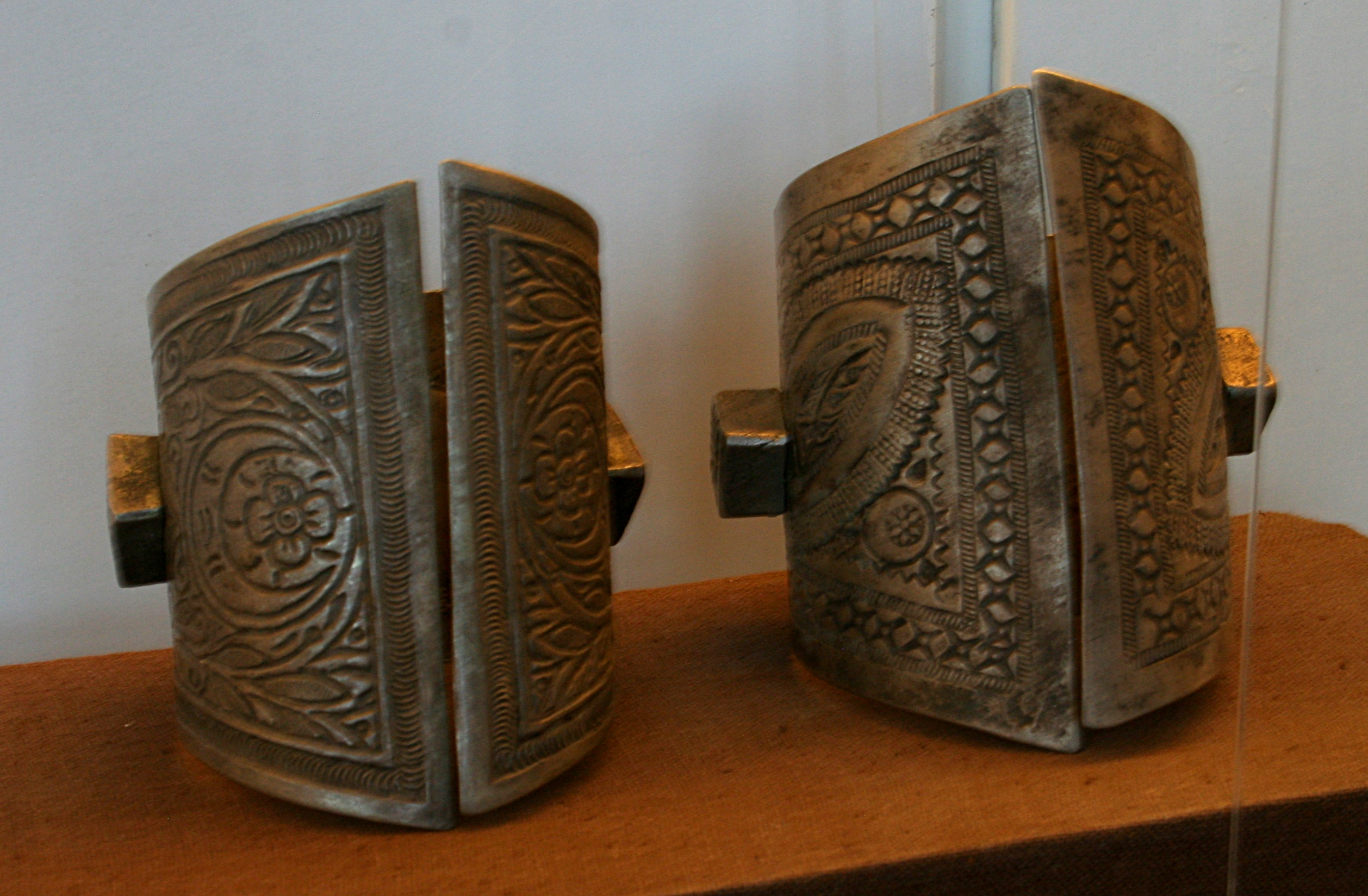
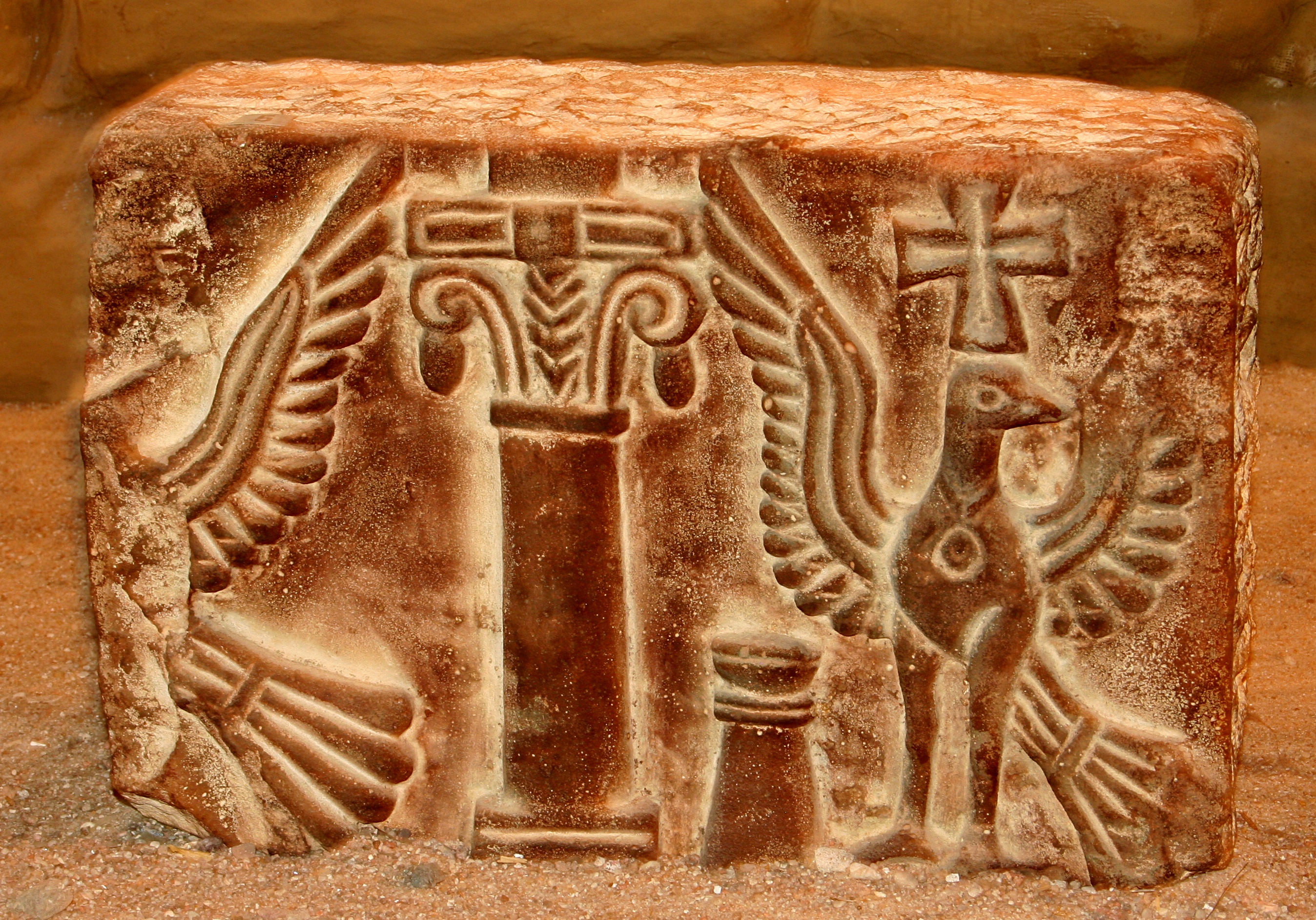
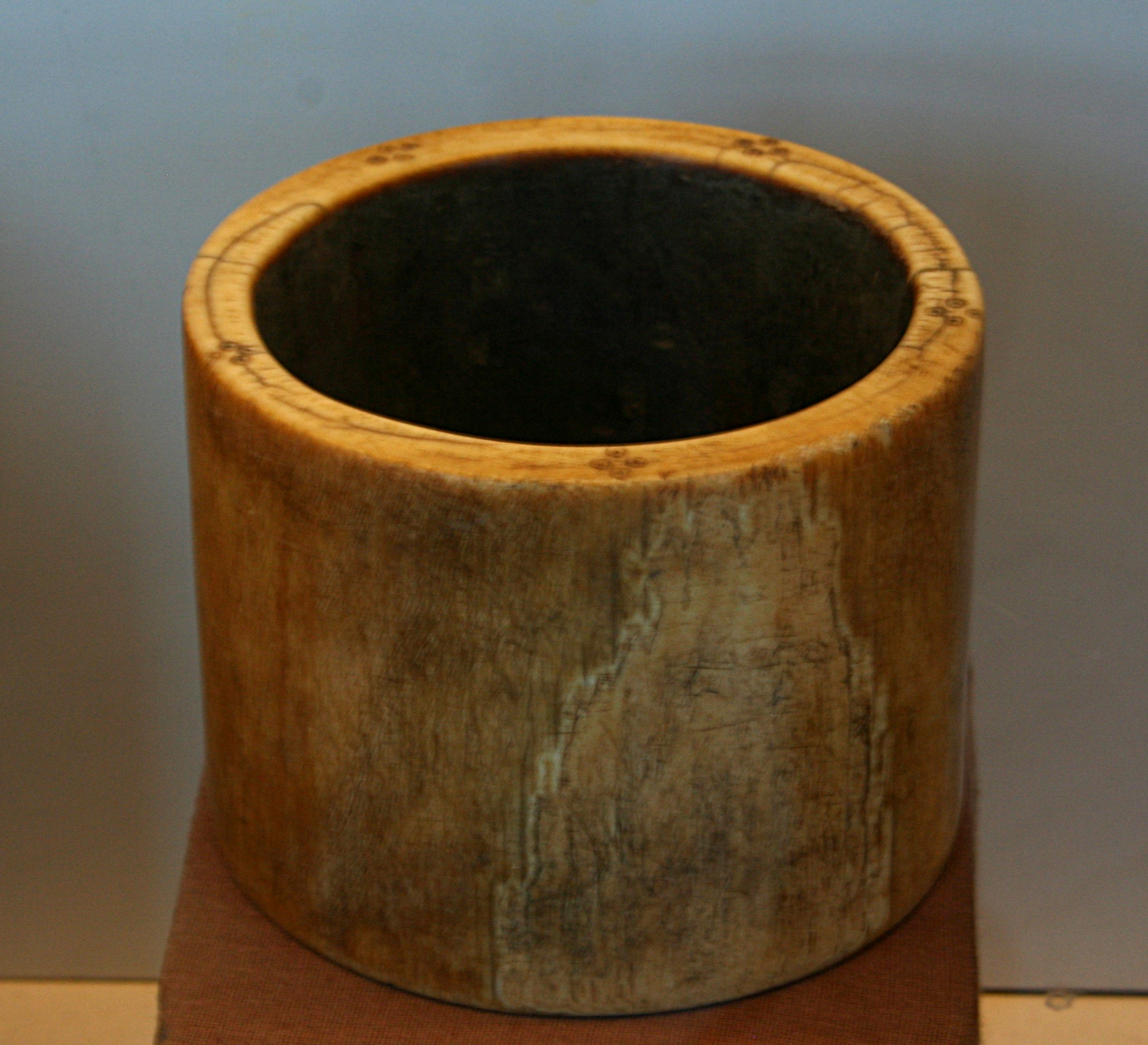
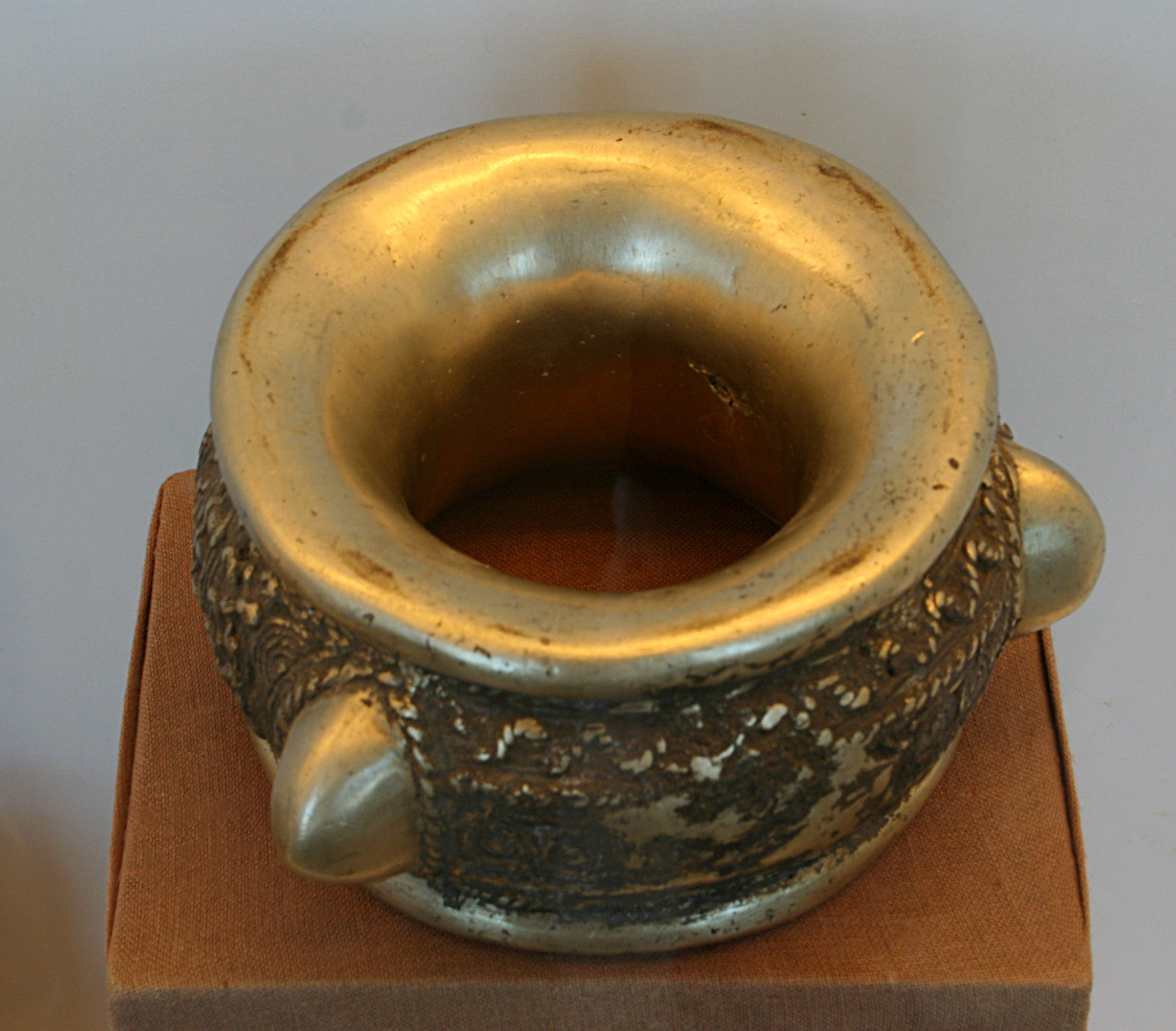
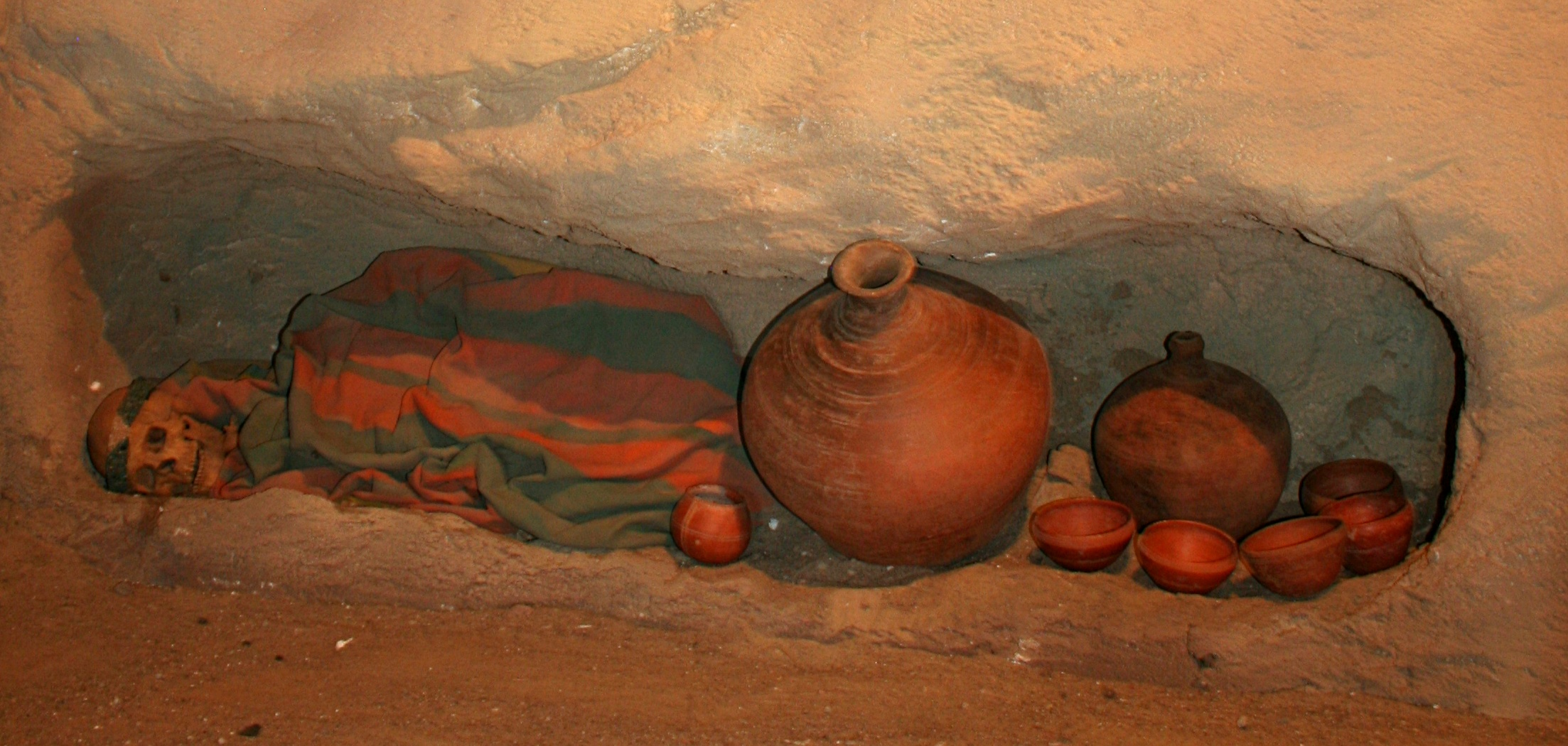
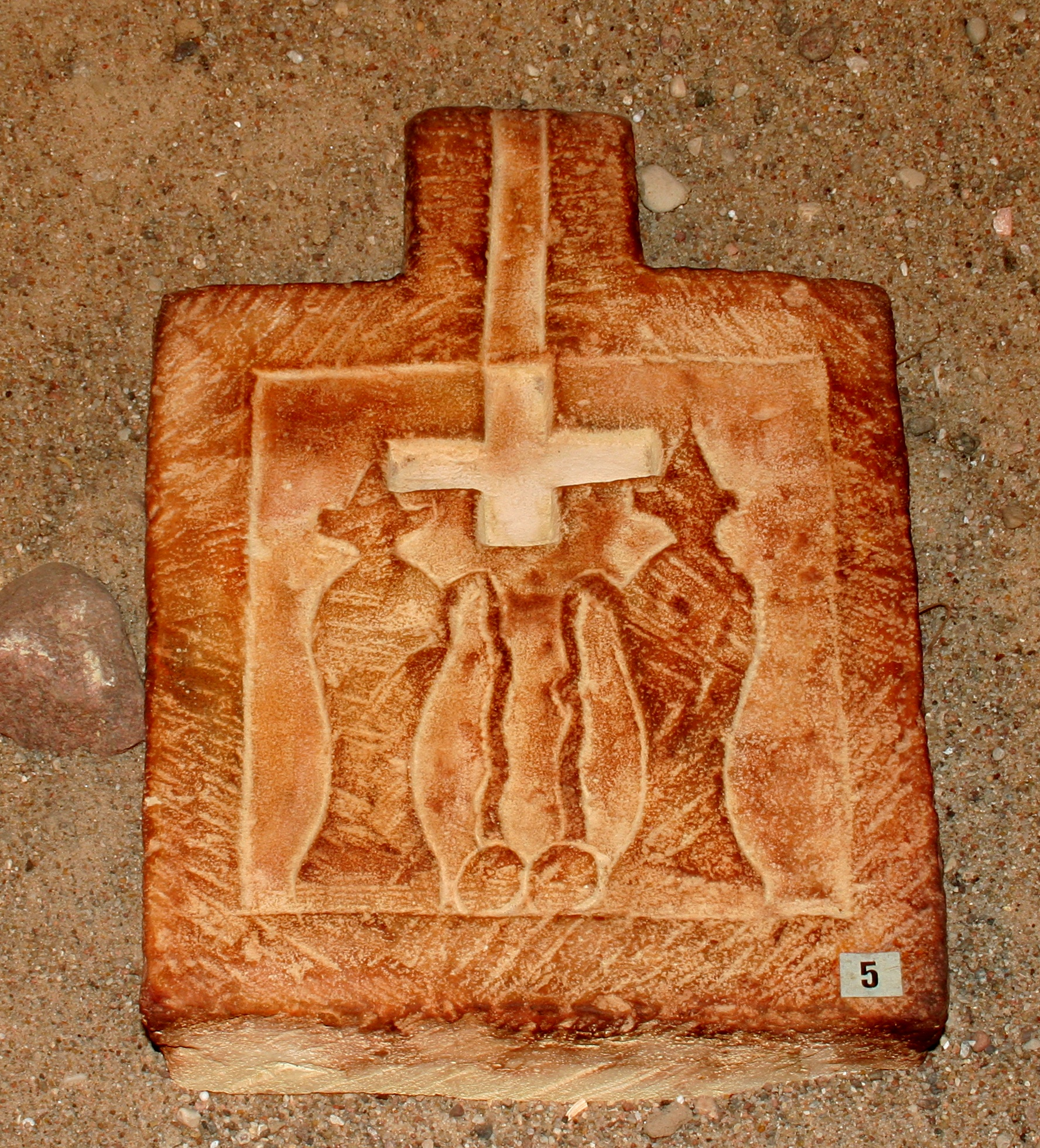
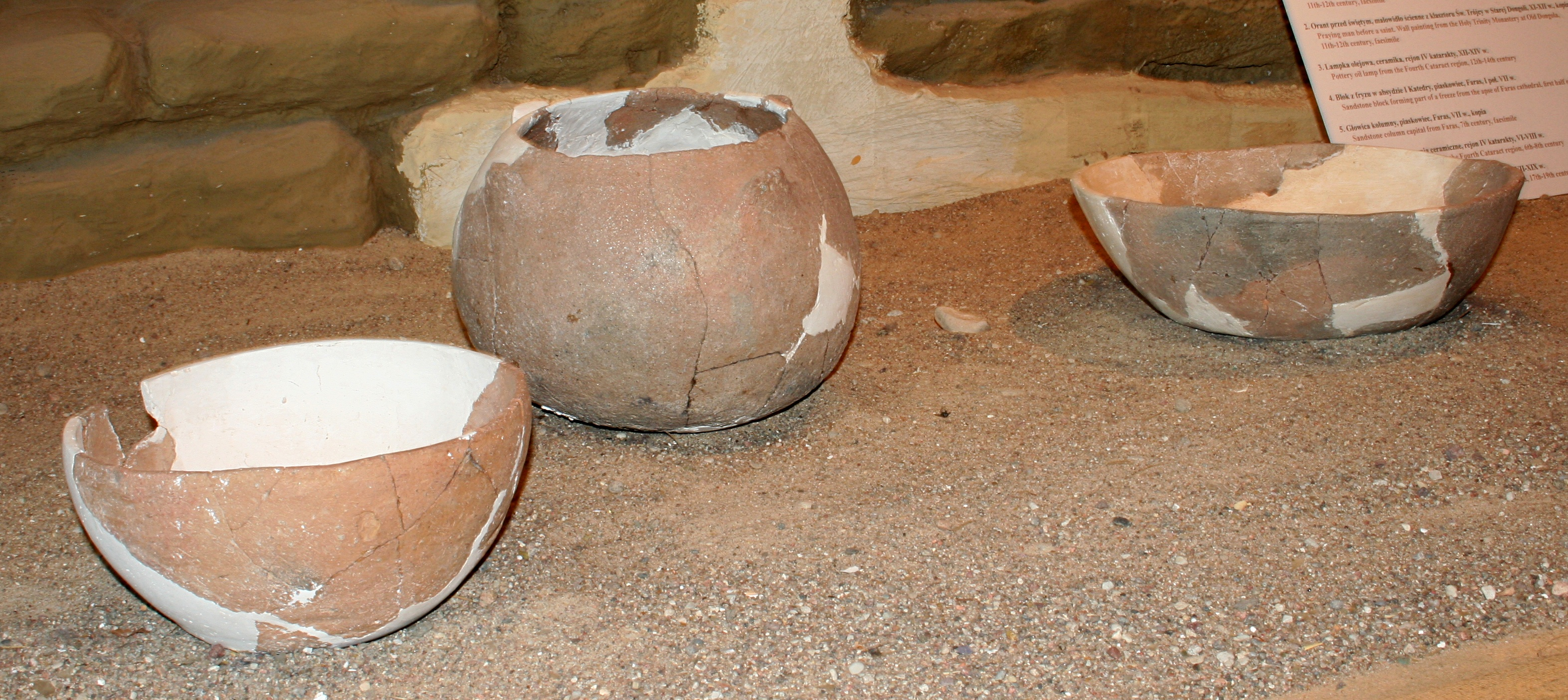
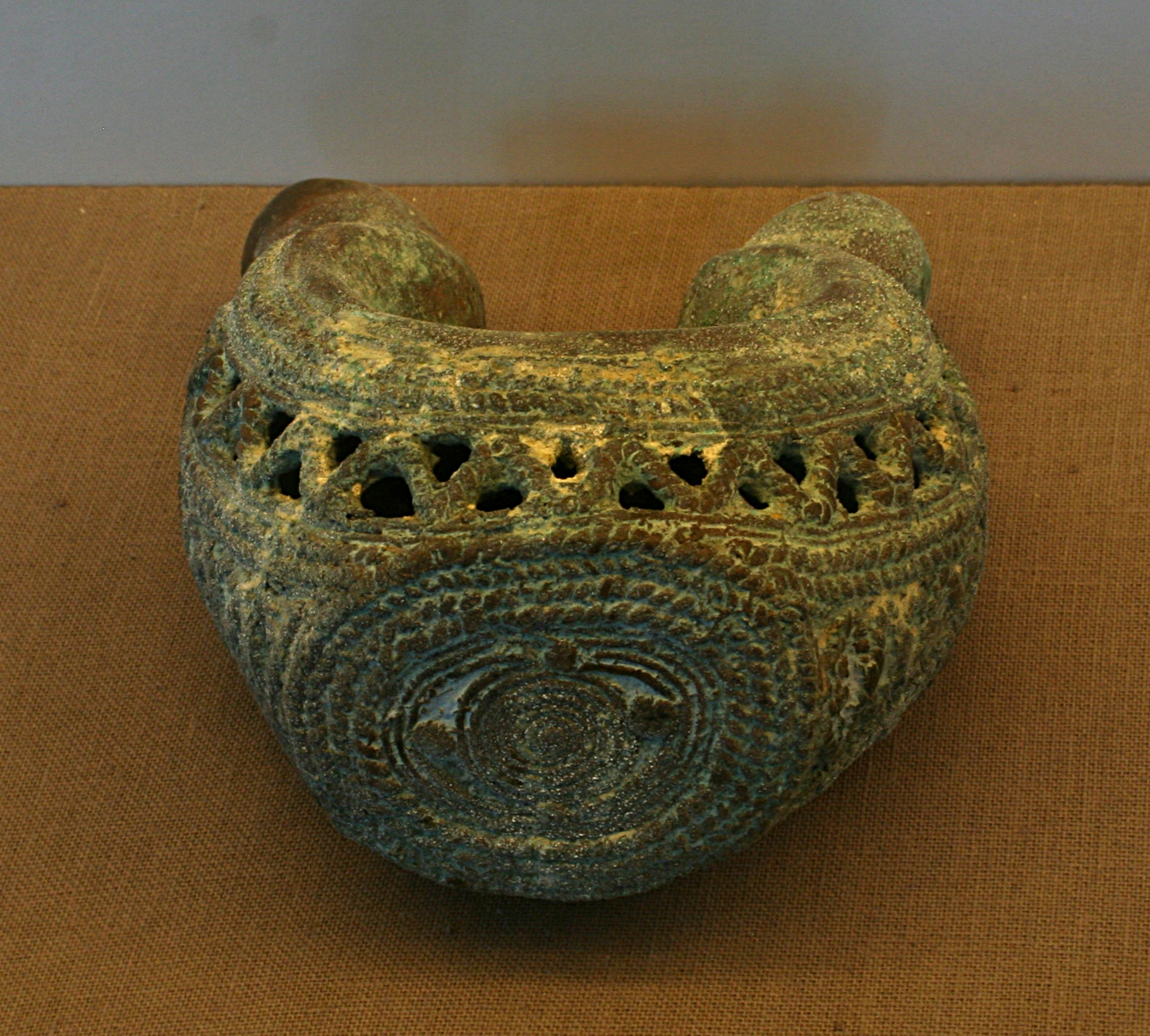
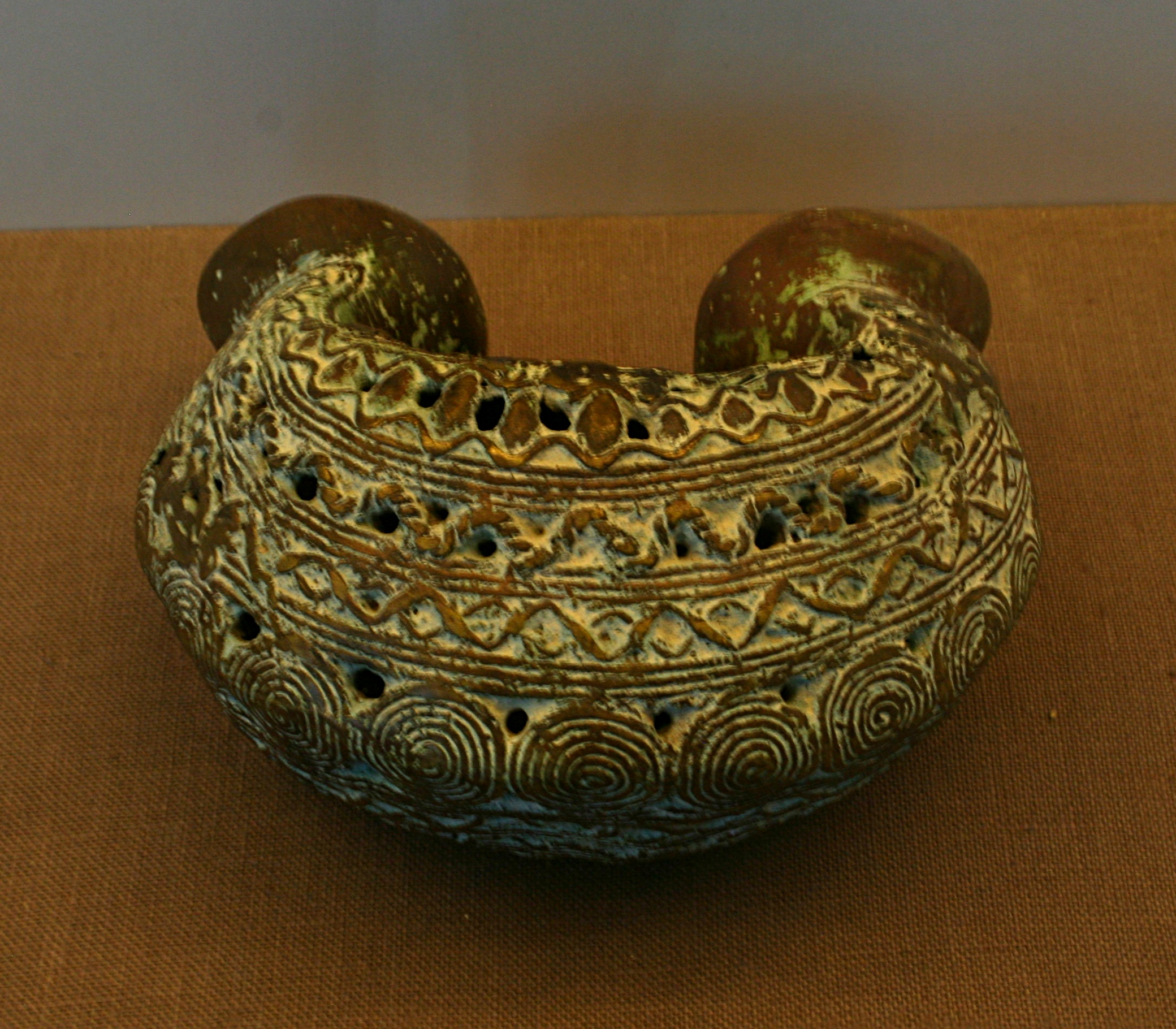
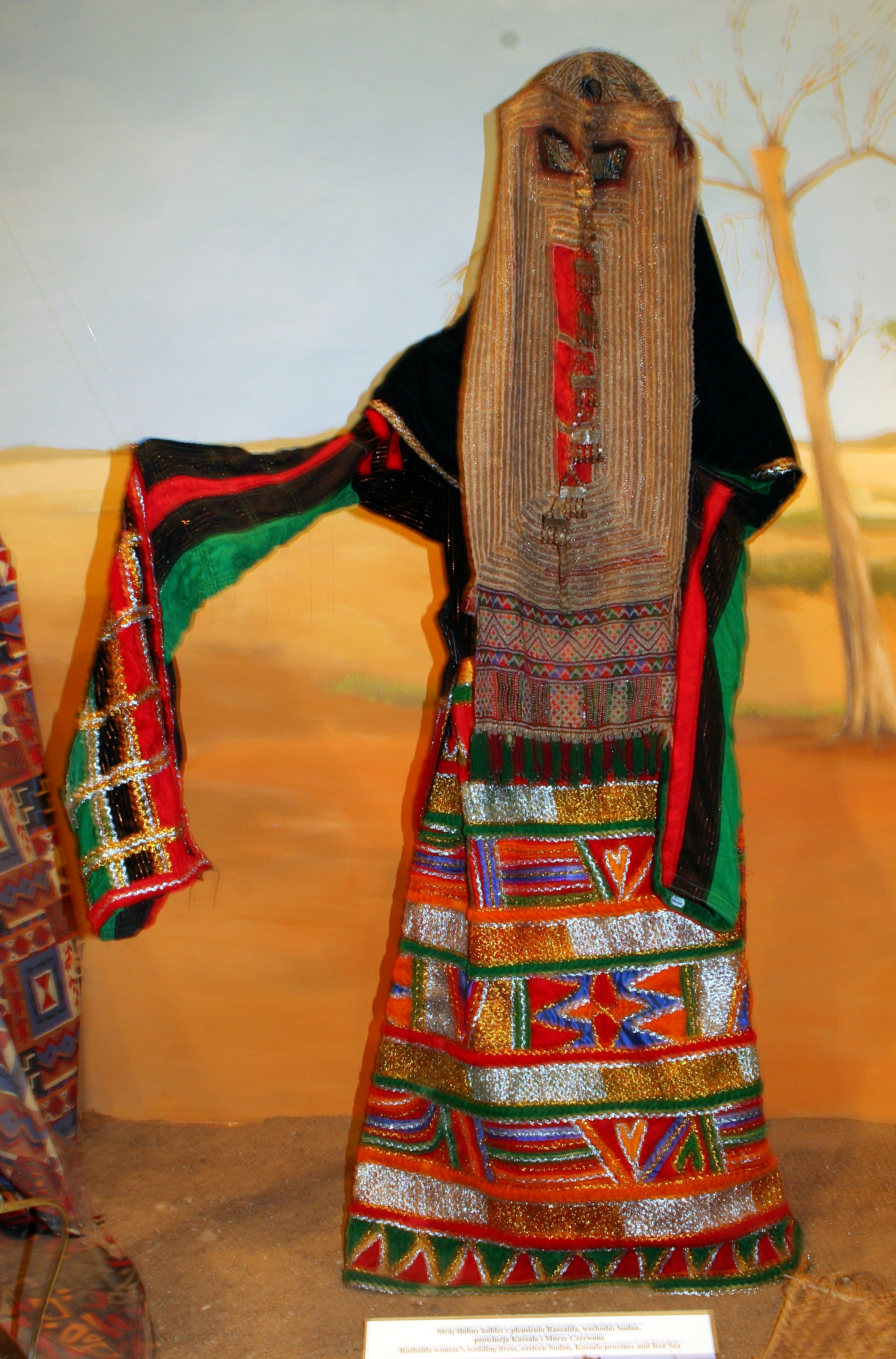
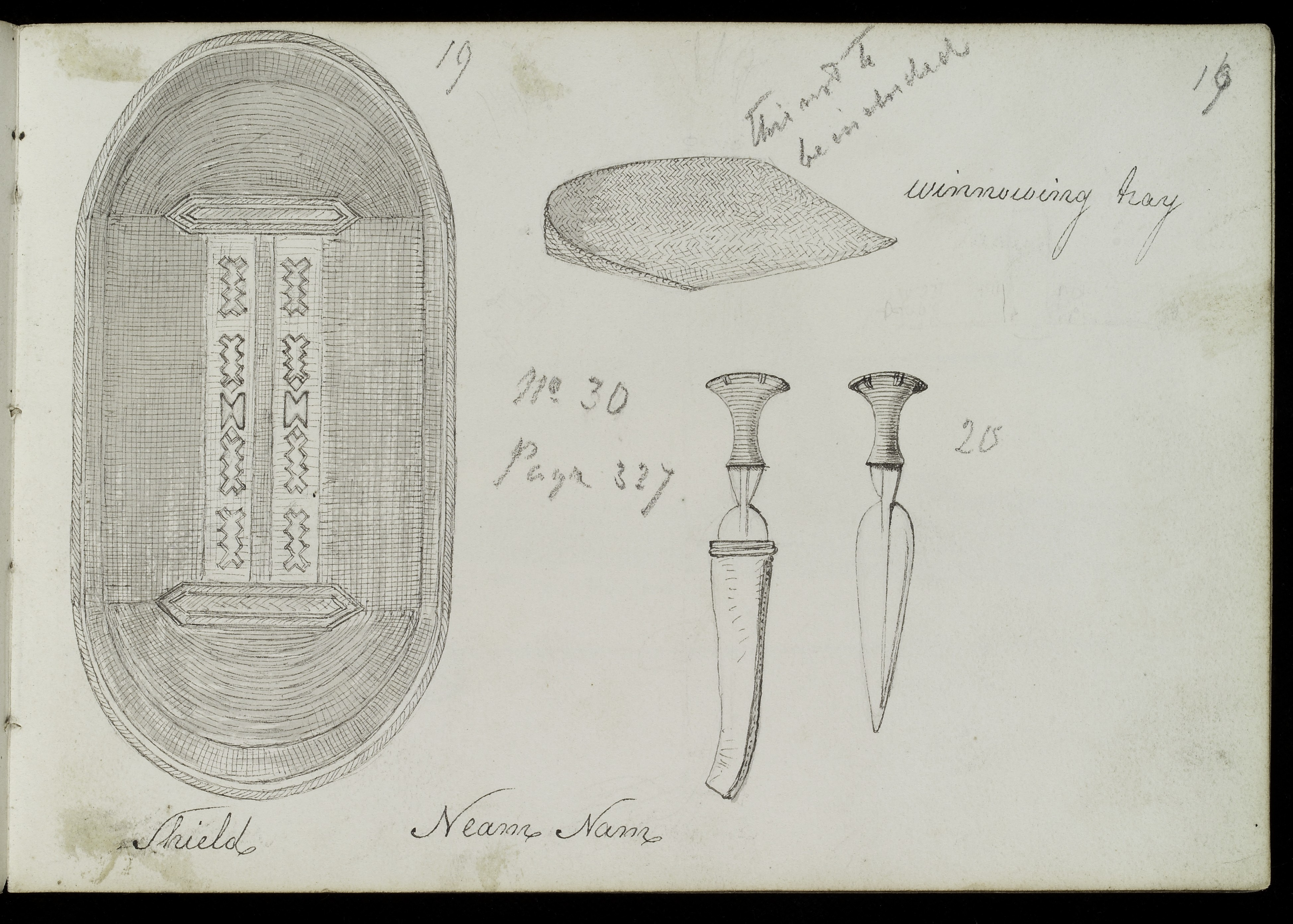
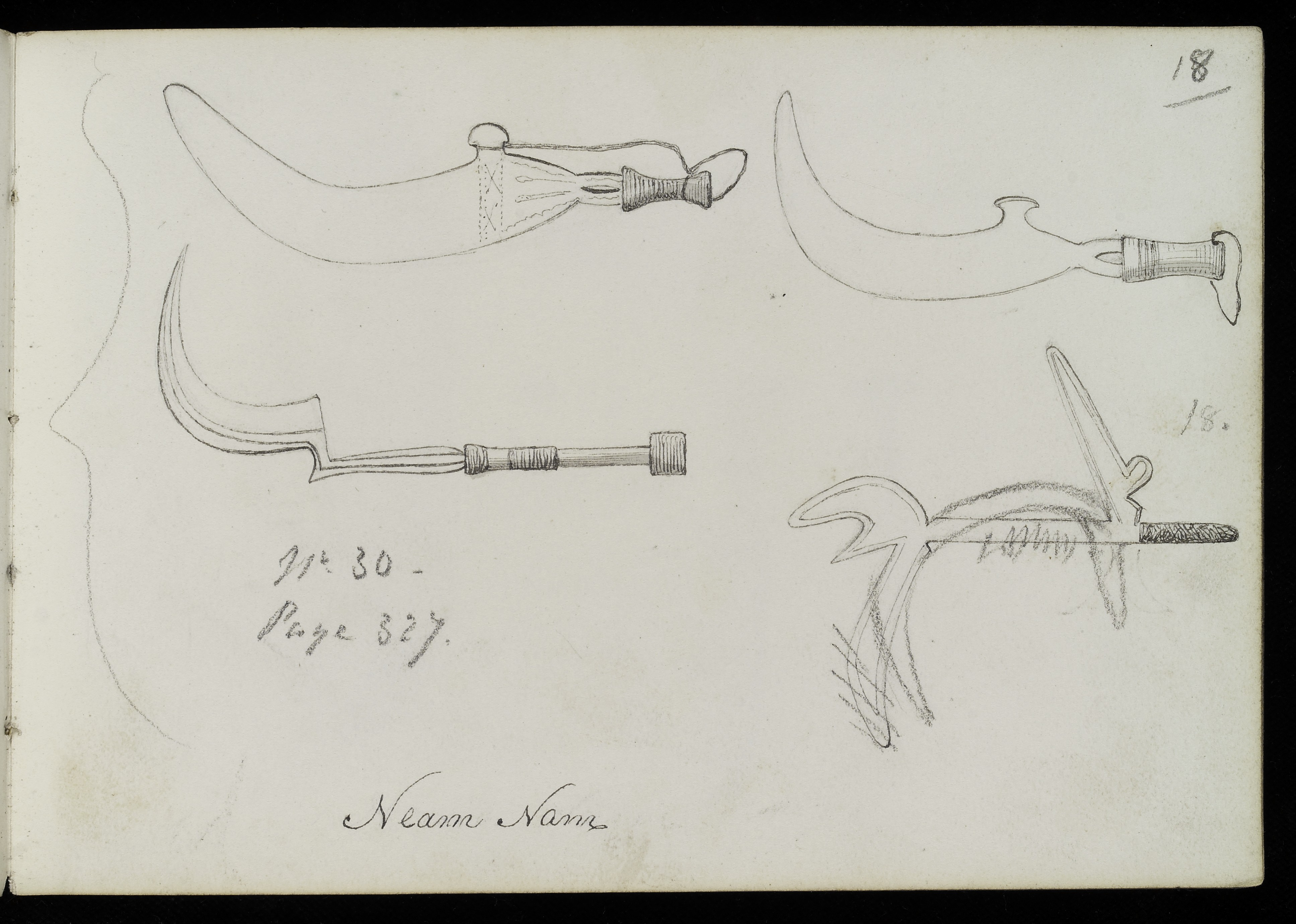
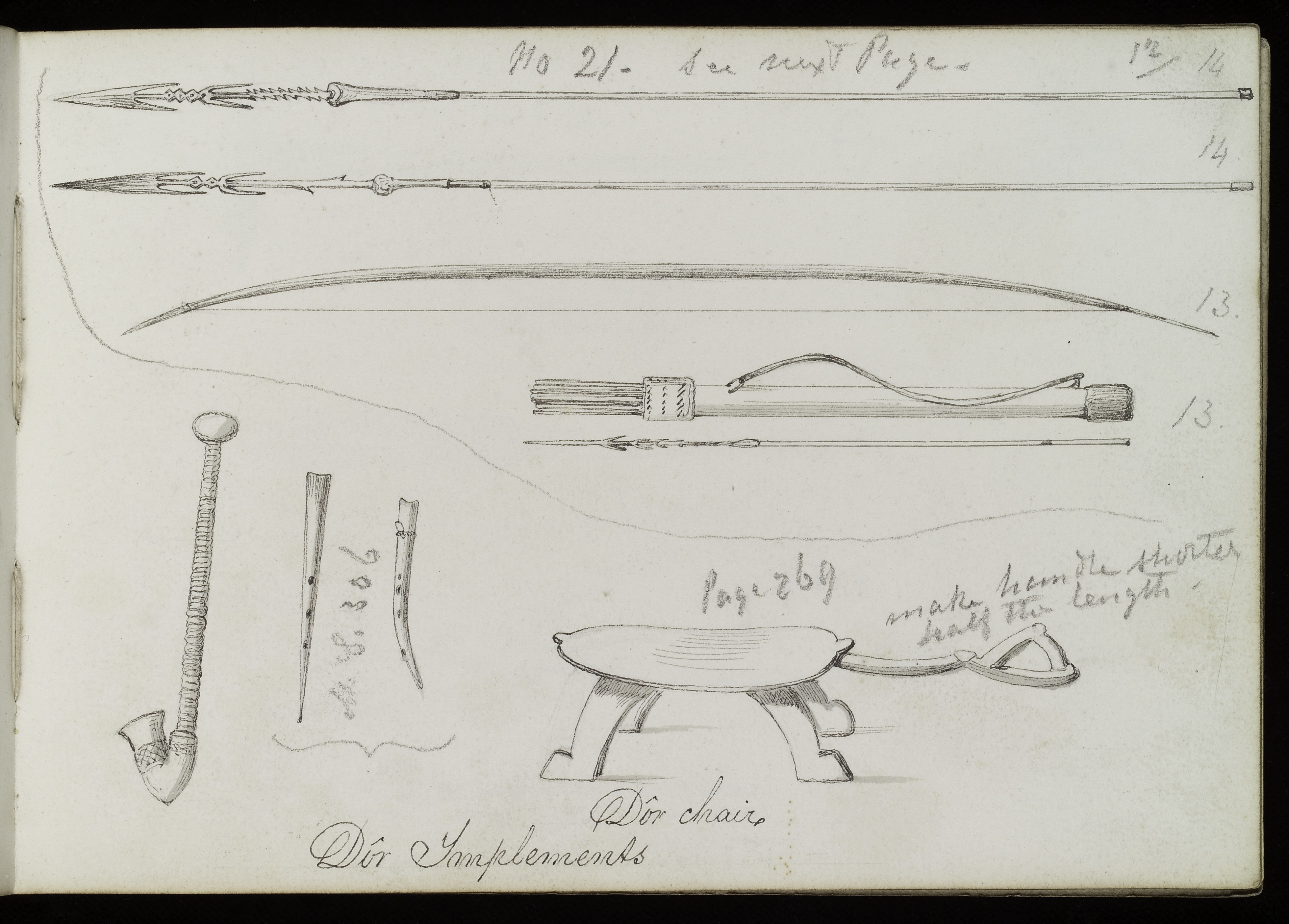

## وصلات خارجية
- فلم وثائقي عن آثار السودان  على يوتيوب
- التراث الأفريقي في وادي النيل فديو تعريفي بالإنجليزية  على يوتيوب